# 빈센트 반 고흐의 초상화

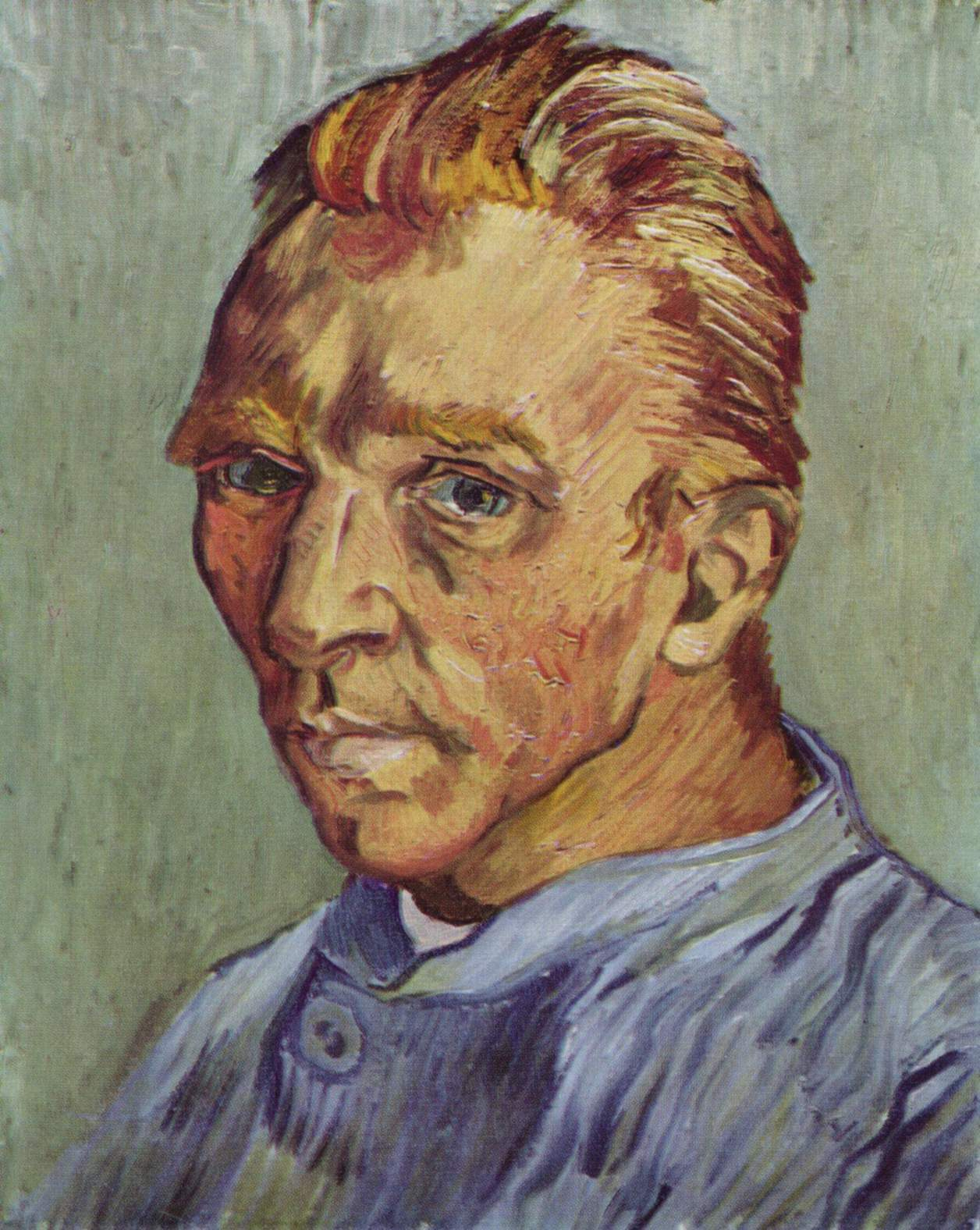
빈센트 반 고흐, 수염 없는 자화상, 1889년 9월 말, (F 525), 캔버스에 유채, 40 × 31 cm., 개인 소장. 이것은 아마도 반 고흐의 마지막 자화상이었을 것이다. 그의 어머니에게 생일 선물로 주어졌다.

이 문서는 빈센트 반 고흐(1853-1890)의 초상화에 대한 것이다. 여기에는 자화상, 다른 예술가들의 초상화, 사진이 포함되며 그 중 하나는 의심스럽다. 반 고흐의 수십 장의 자화상은 화가로서의 그의 작품에서 중요한 부분을 차지했다. 아마도 반 고흐의 자화상은 얼굴을 재현하기 위해 사용한 거울에 나타난 얼굴을 묘사하고 있을 것이다. 즉, 이미지에서 그의 오른쪽이 실제로는 얼굴의 왼쪽이다.

## 시대

### 파리 1886

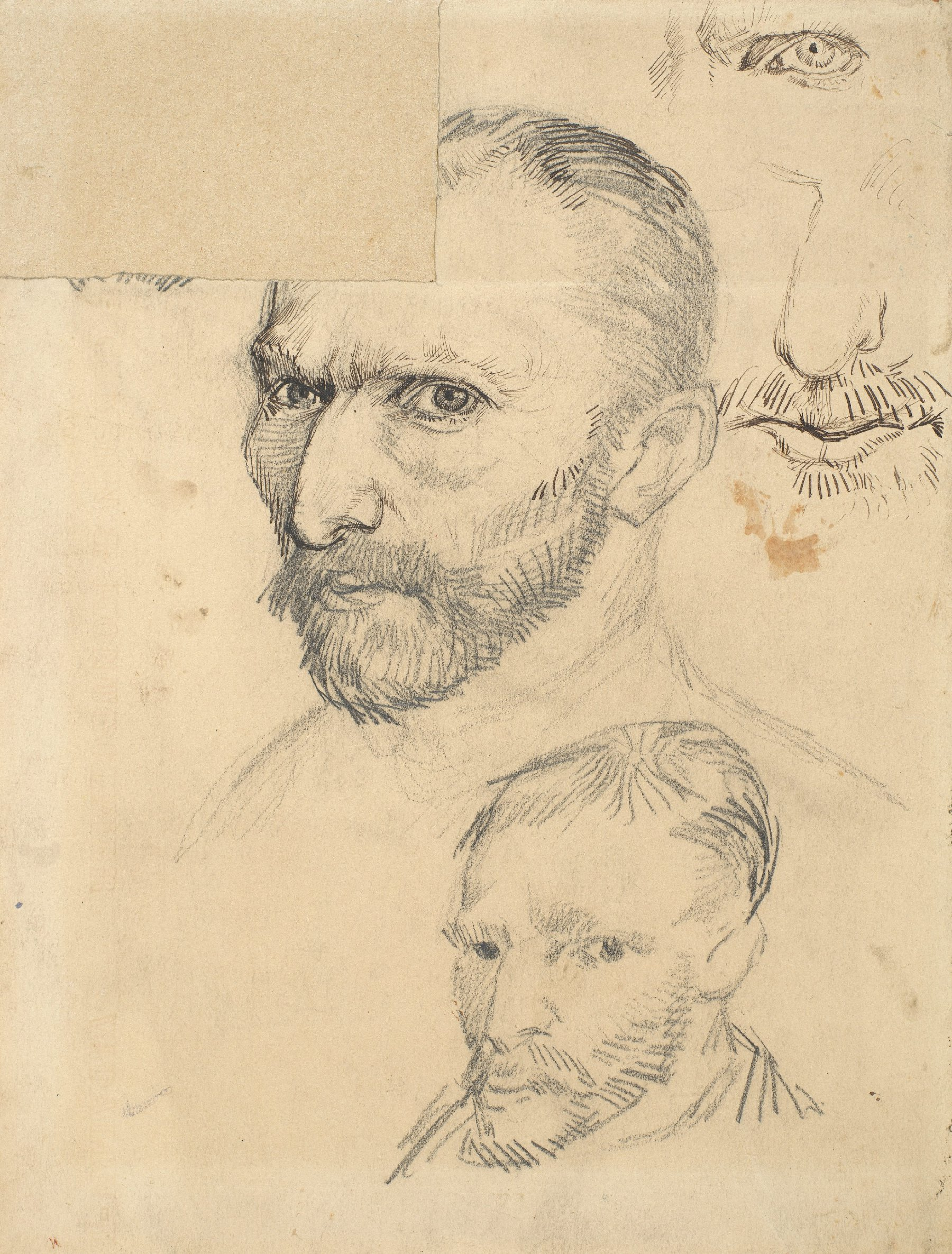
Two Self-Portraits and Several Details, Drawing, Paris, 1886 Van Gogh Museum, Amsterdam (F1378r)
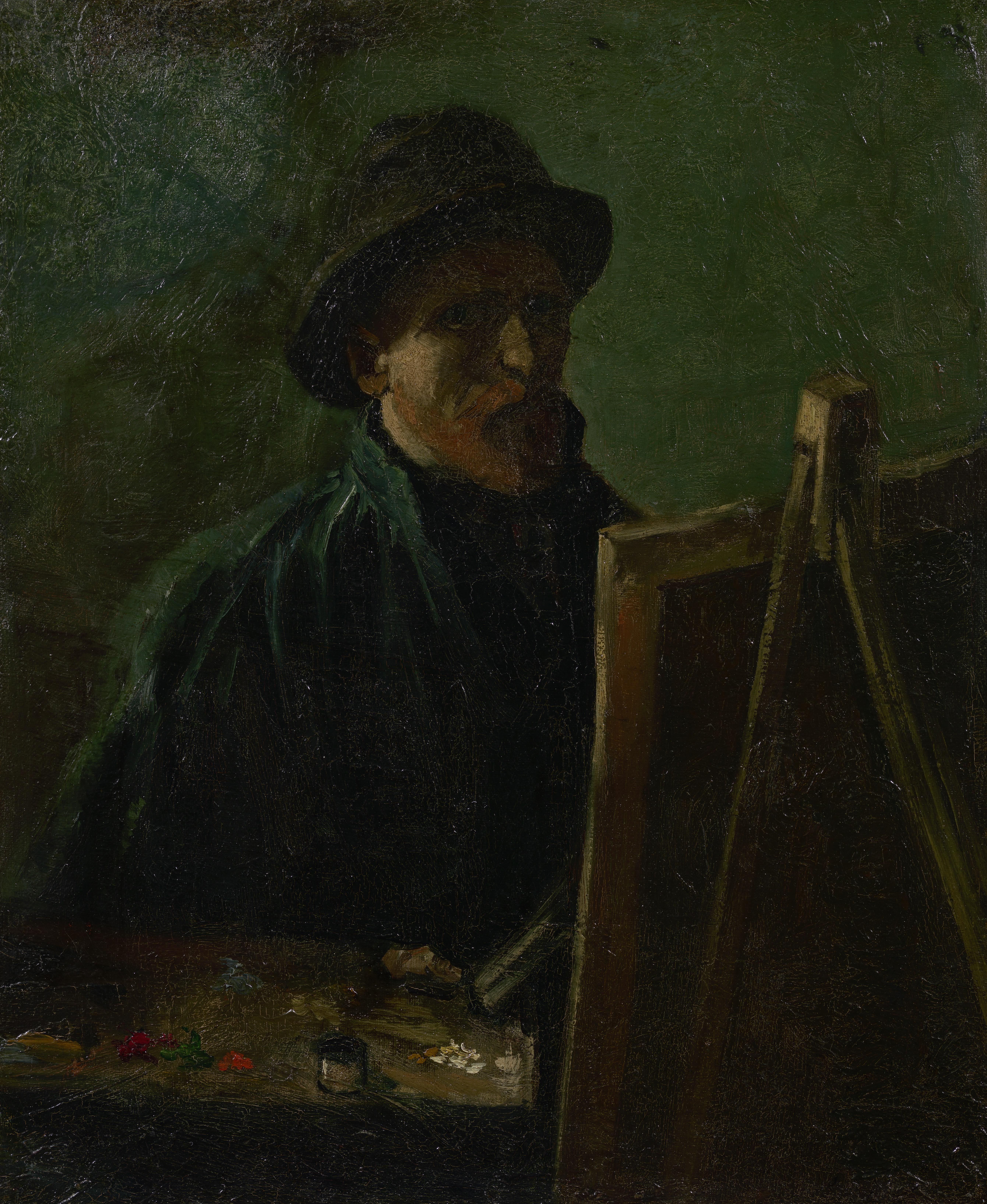
Self-Portrait with Dark Felt Hat at the Easel, 1886 Van Gogh Museum, Amsterdam (F181)
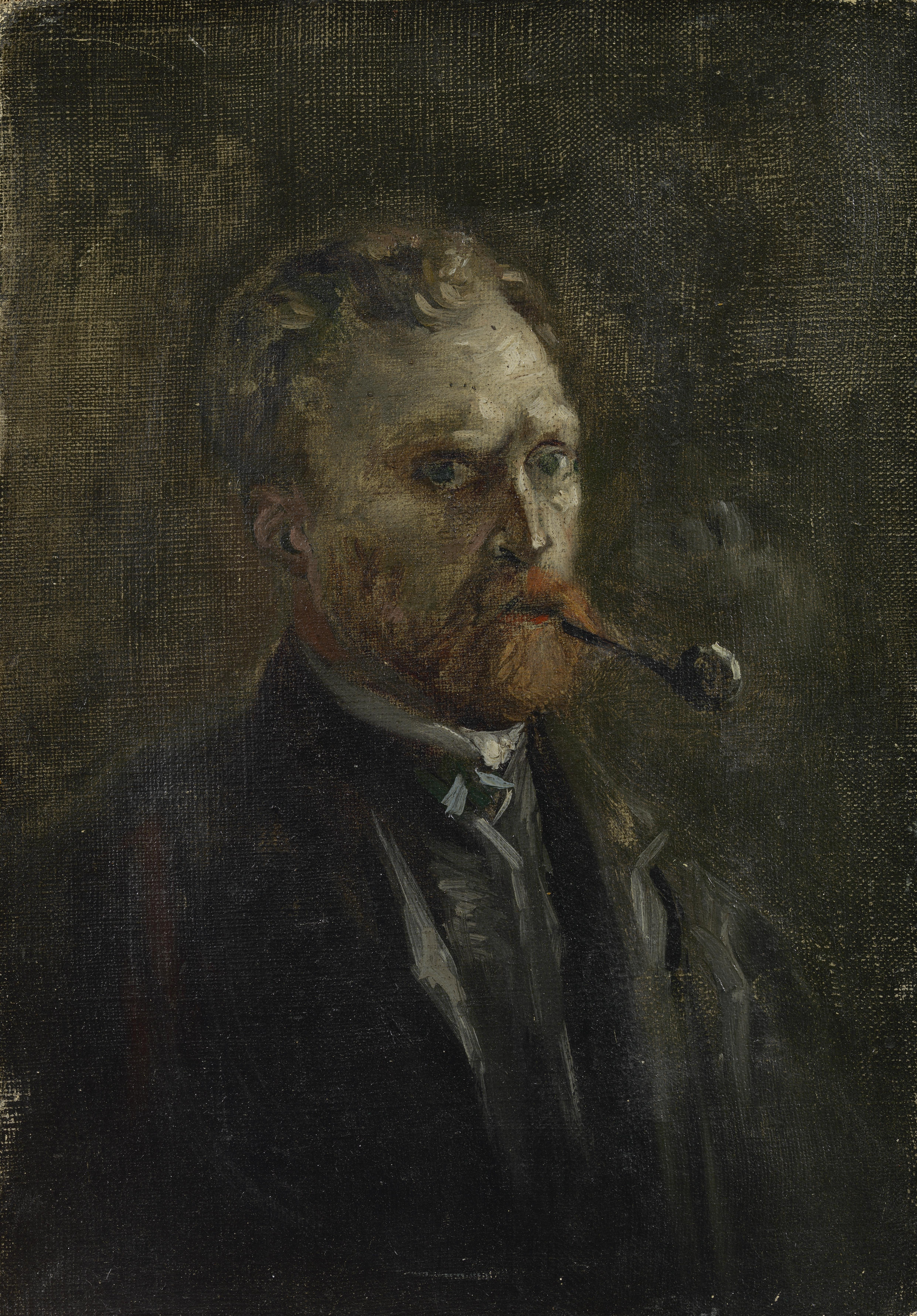
Self-Portrait with Pipe, 1886 Van Gogh Museum, Amsterdam (F208)
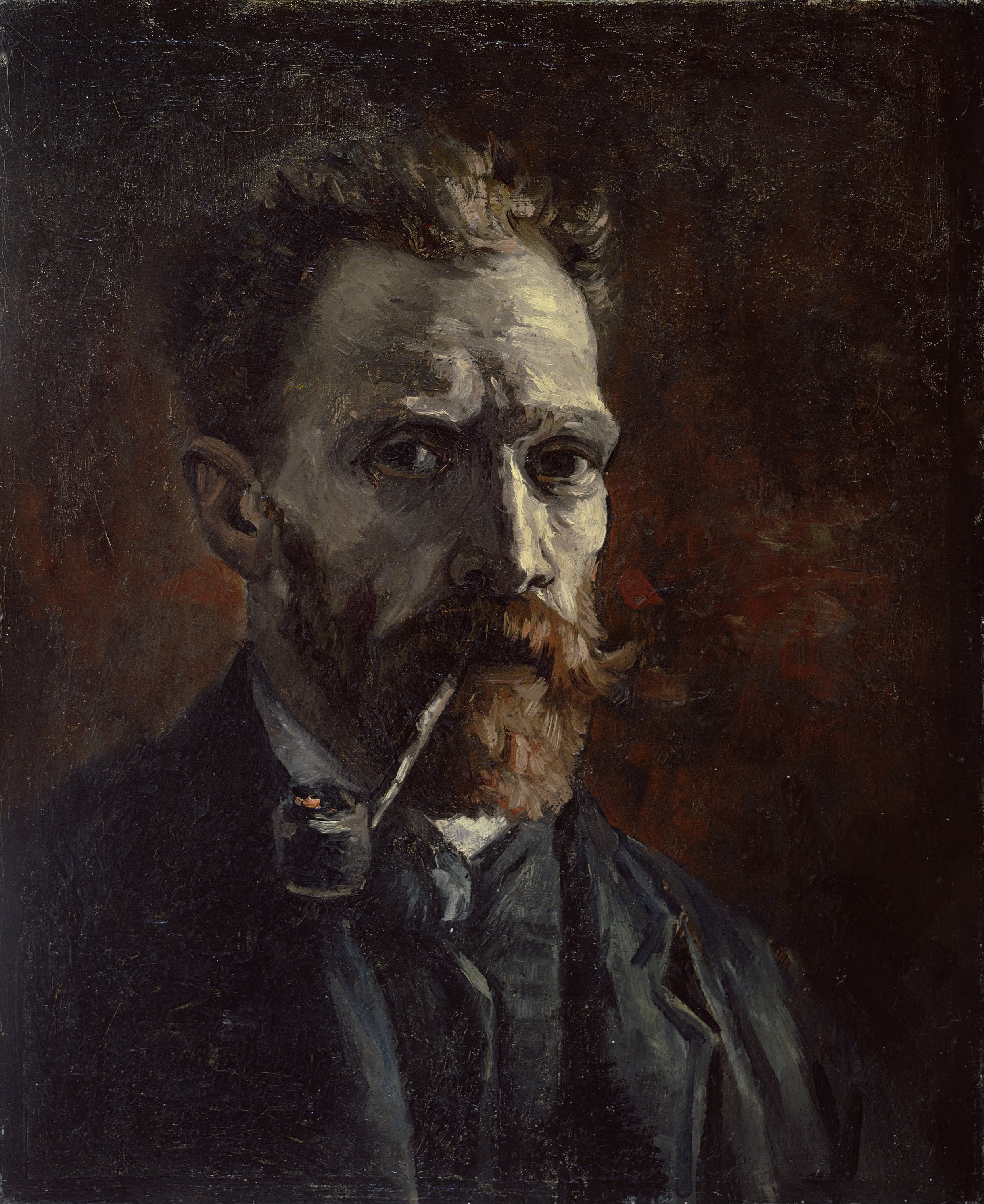
Self-Portrait with Pipe, 1886 Van Gogh Museum, Amsterdam (F180)
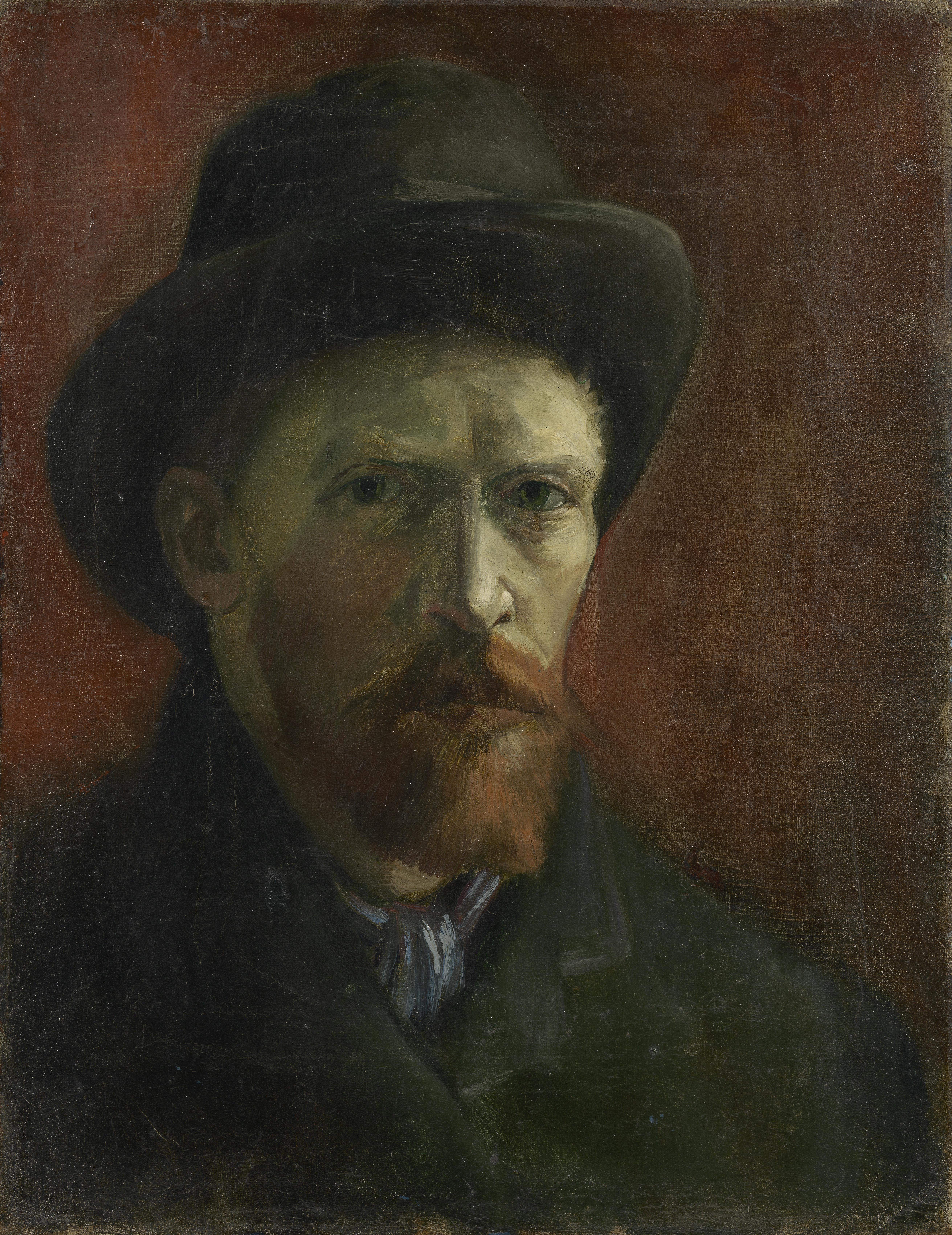
Self-Portrait with Dark Felt Hat, 1886 Van Gogh Museum, Amsterdam (F208a)
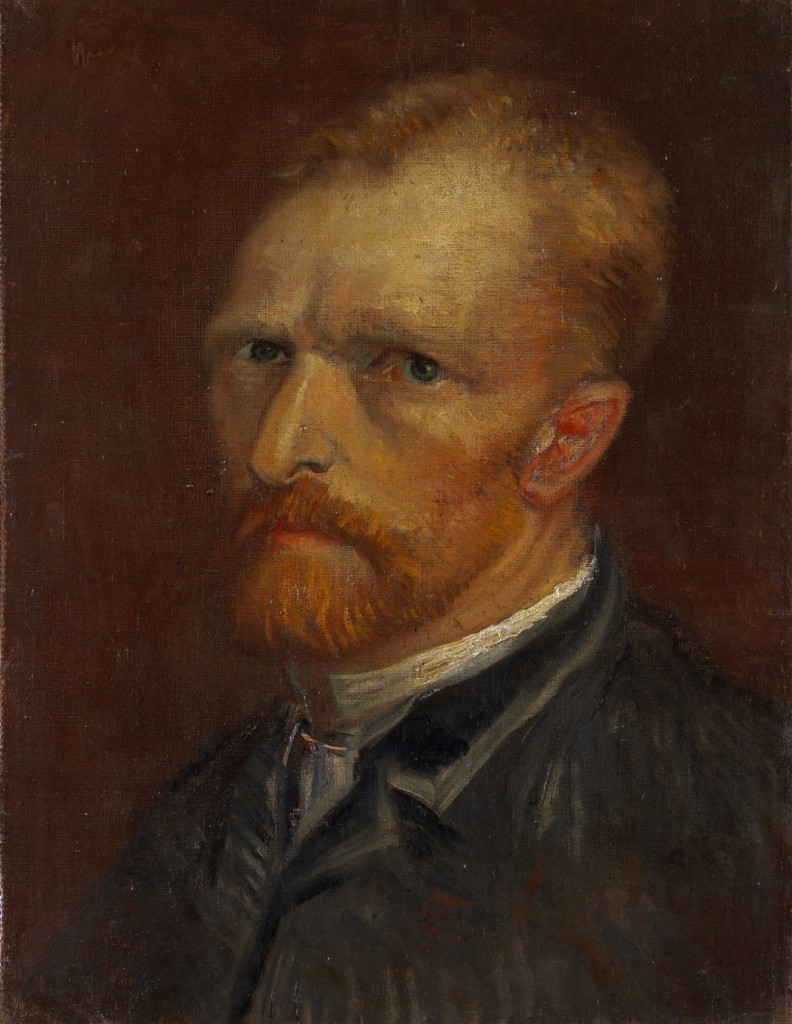
Self-Portrait, Autumn 1886, Paris Gemeentemuseum Den Haag, The Hague (F187v)
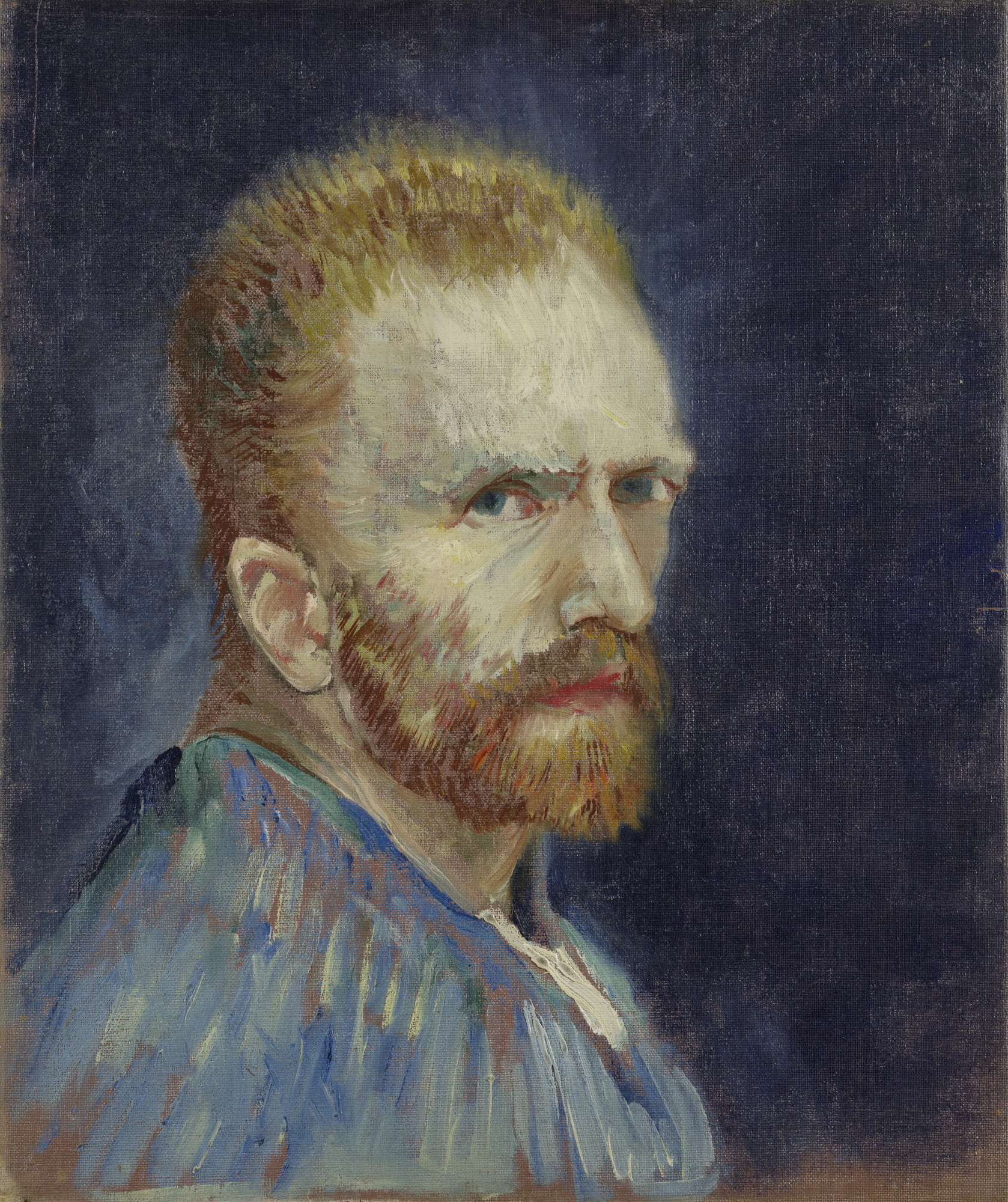
Self-Portrait, Winter 1886/87 Wadsworth Atheneum, Hartford (F 268)
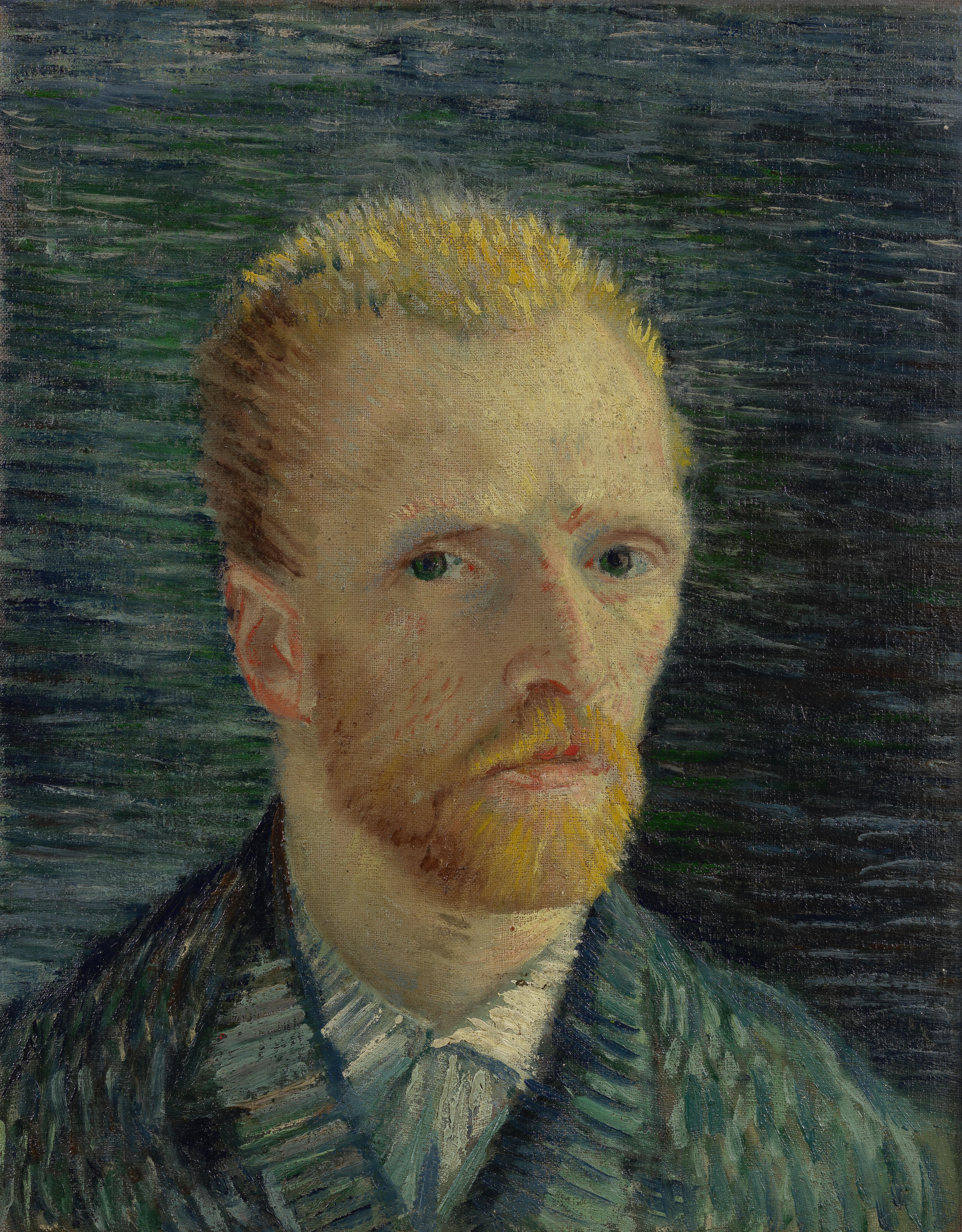
Self-Portrait, Winter 1886/87 Van Gogh Museum, Amsterdam (F 269v)
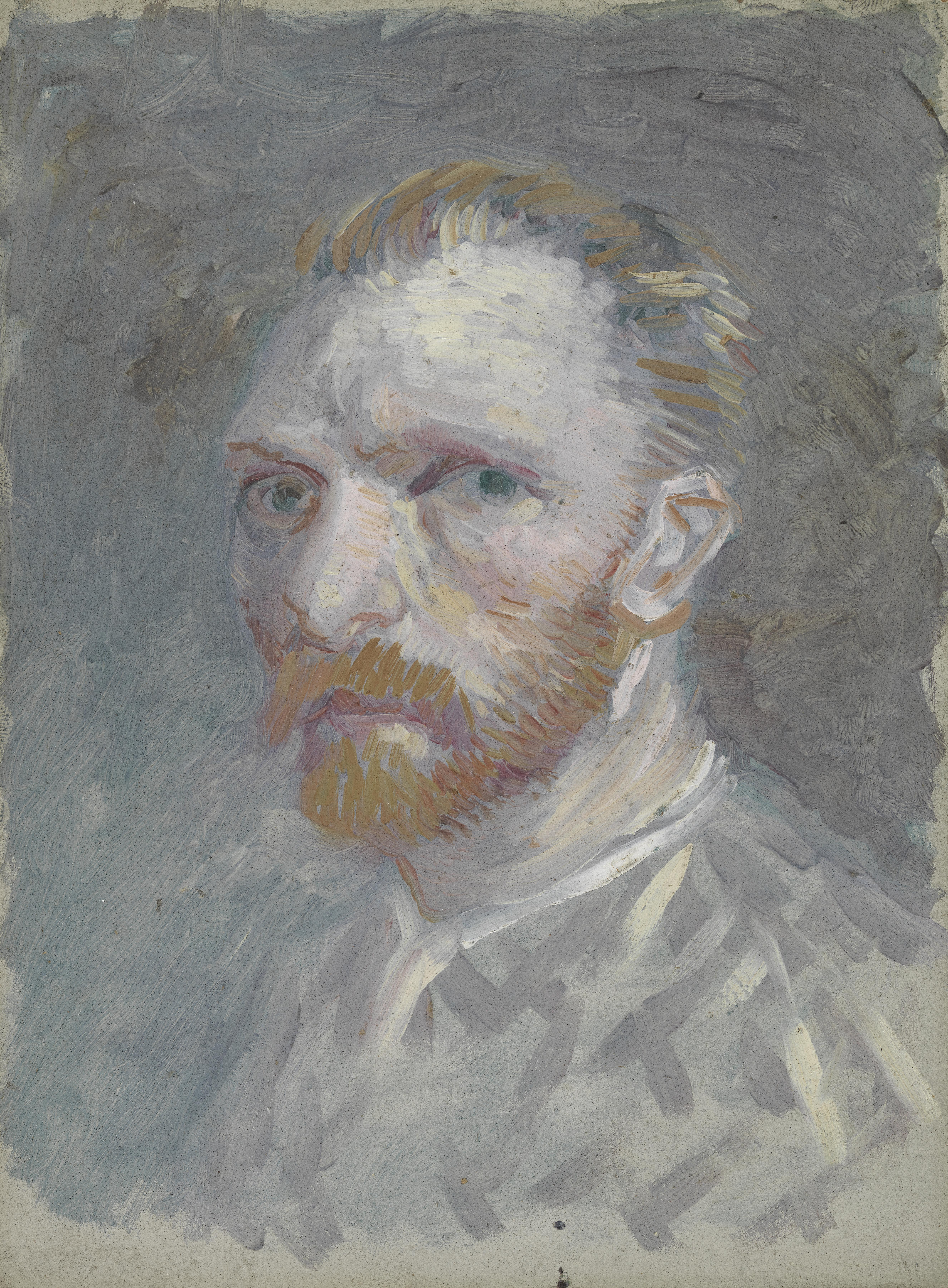
Self-Portrait, Winter 1886/87 Van Gogh Museum, Amsterdam (F 267)
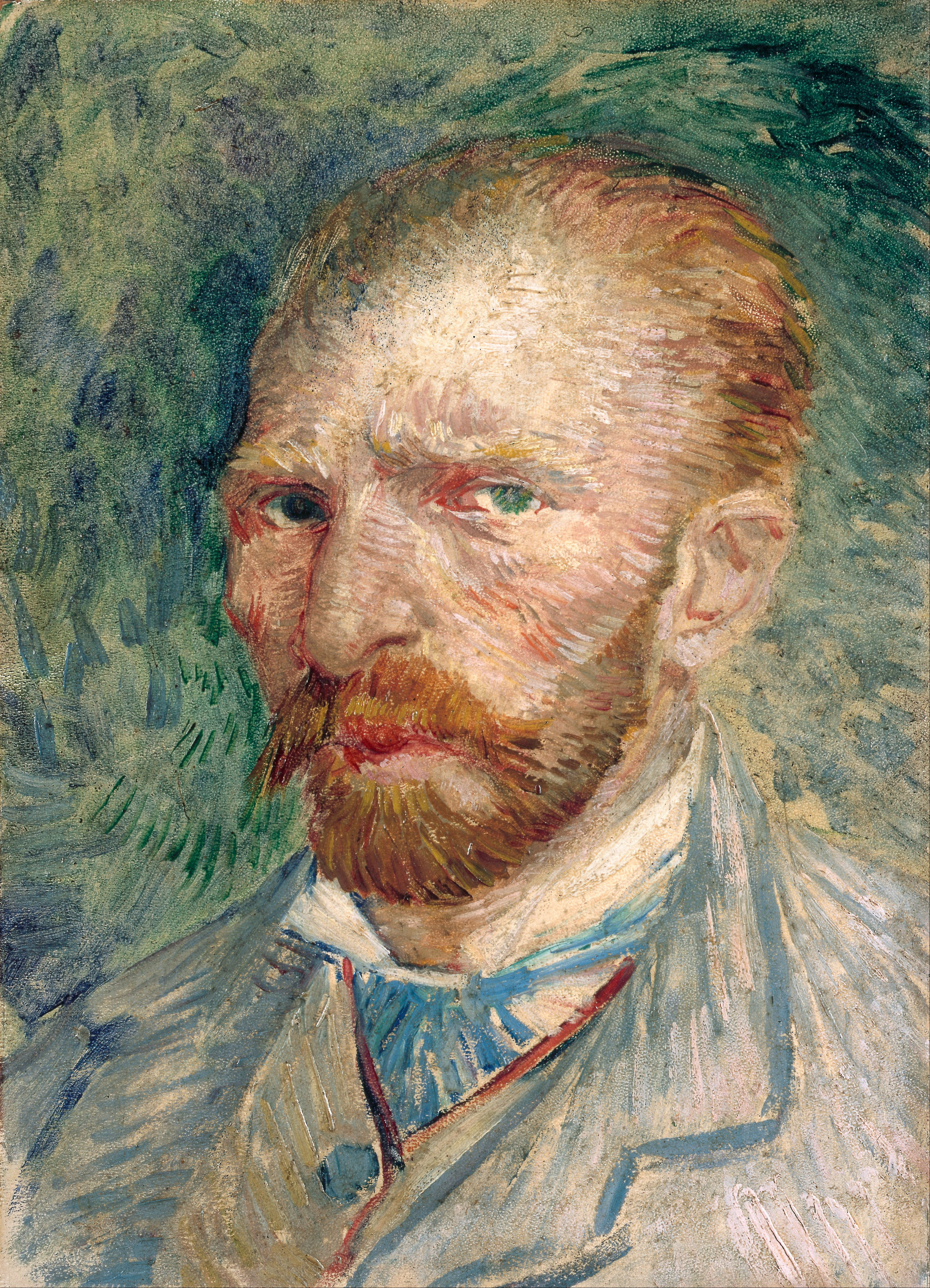
Self-Portrait, Winter 1886/87 Kröller-Müller Museum, Otterlo (F 380)
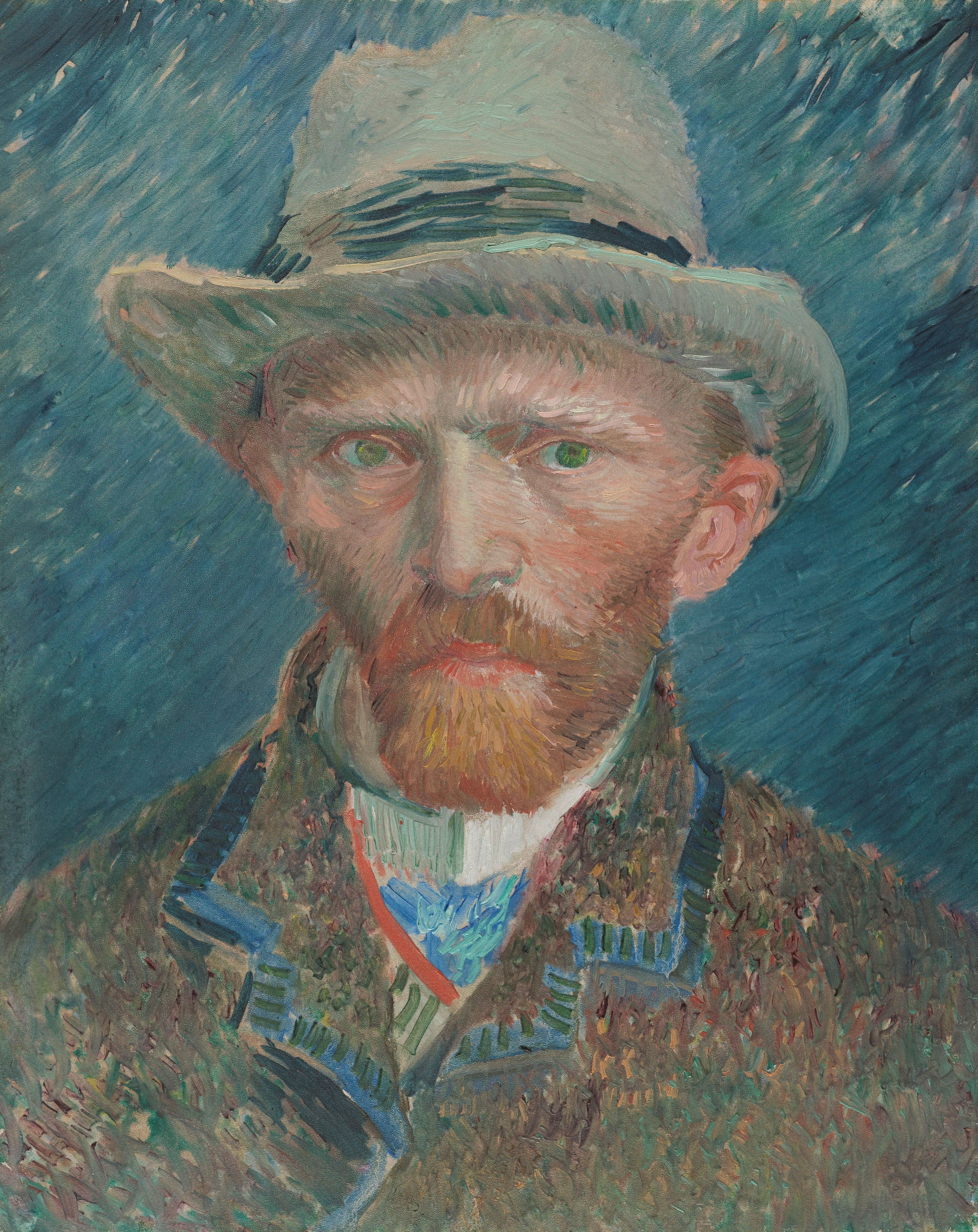
Self-Portrait, 1887 Oil on pasteboard, 42 cm x 34 cm Rijksmuseum, Amsterdam (F295)

### 1887년 파리

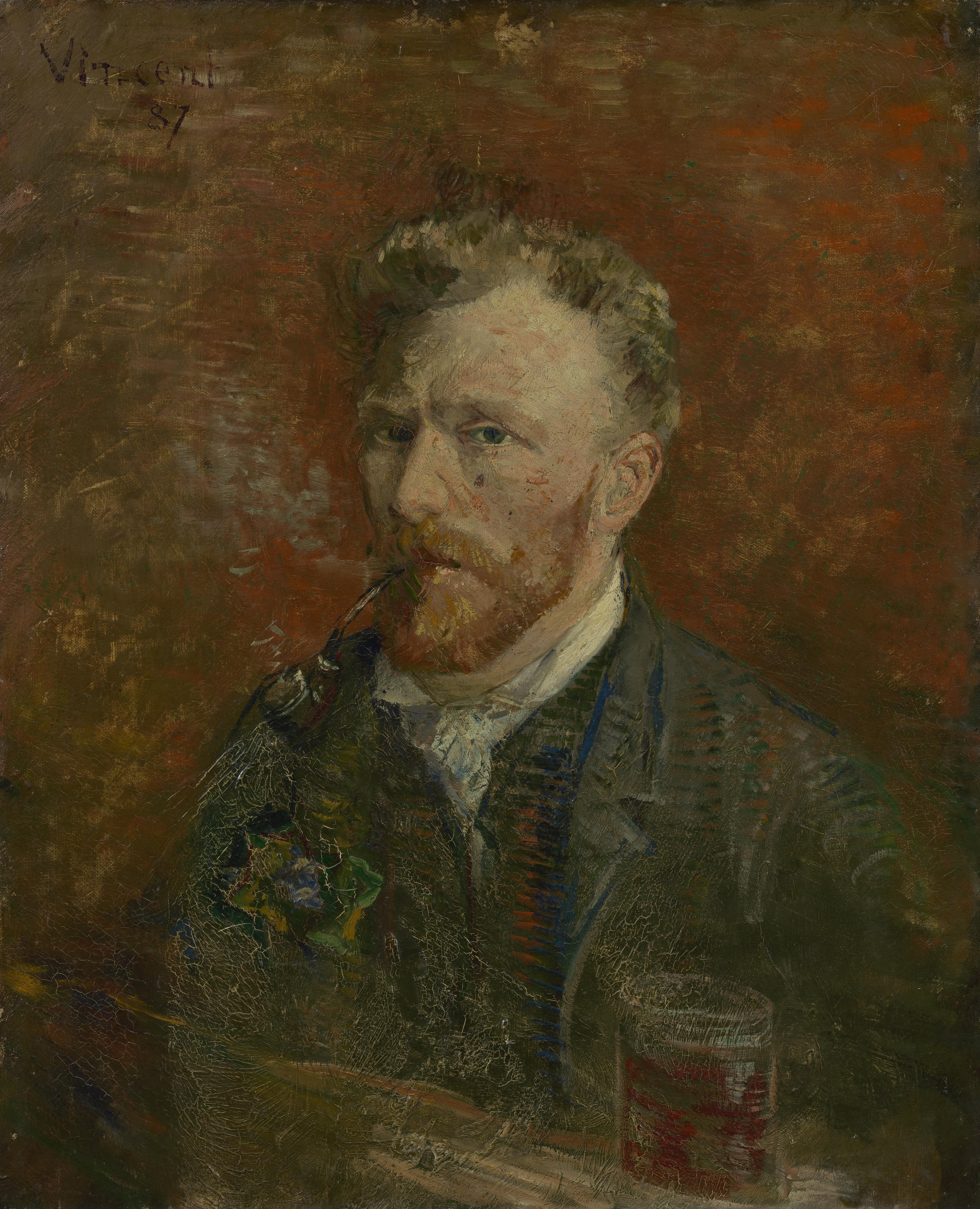
Self-Portrait with Pipe and Glass, 1887 Van Gogh Museum, Amsterdam (F263a)
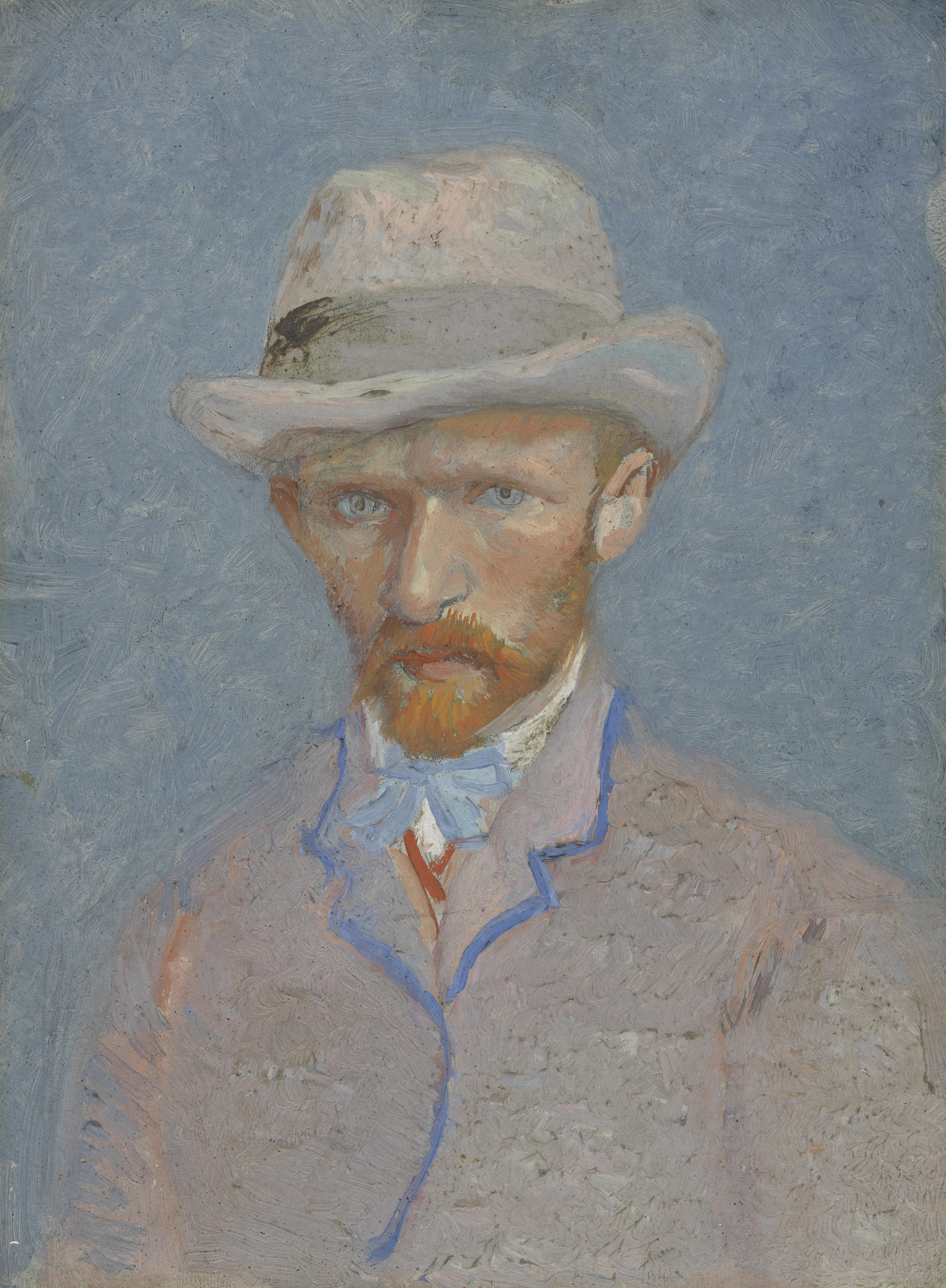
Self-Portrait with Grey Felt Hat, March/April 1887 Oil on pasteboard, 19 × 14 cm Van Gogh Museum, Amsterdam (F296)
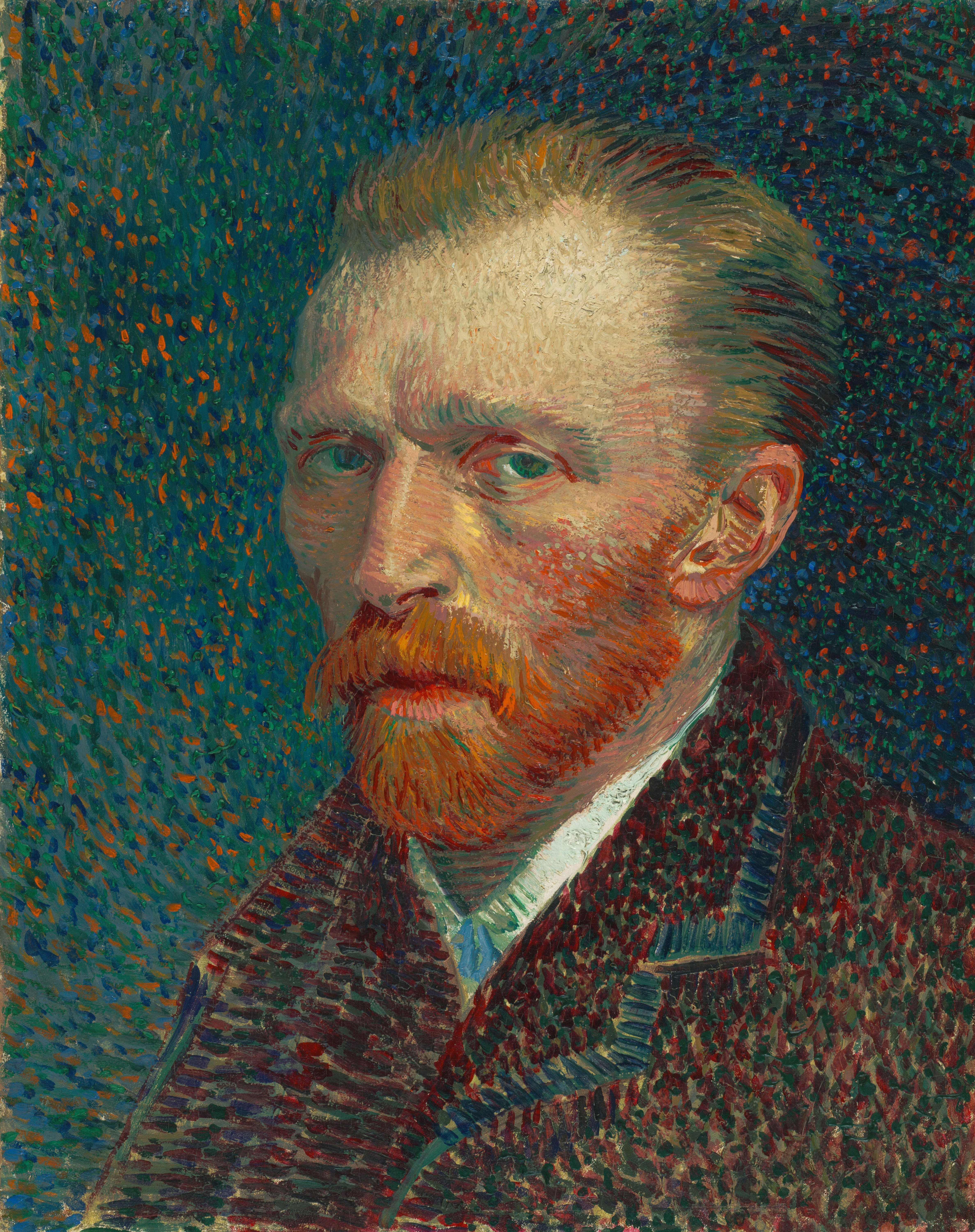
Self-Portrait, 1887 Oil on artist's board, mounted on cradled panel, 41 × 32.5 cm Art Institute of Chicago (F 345)
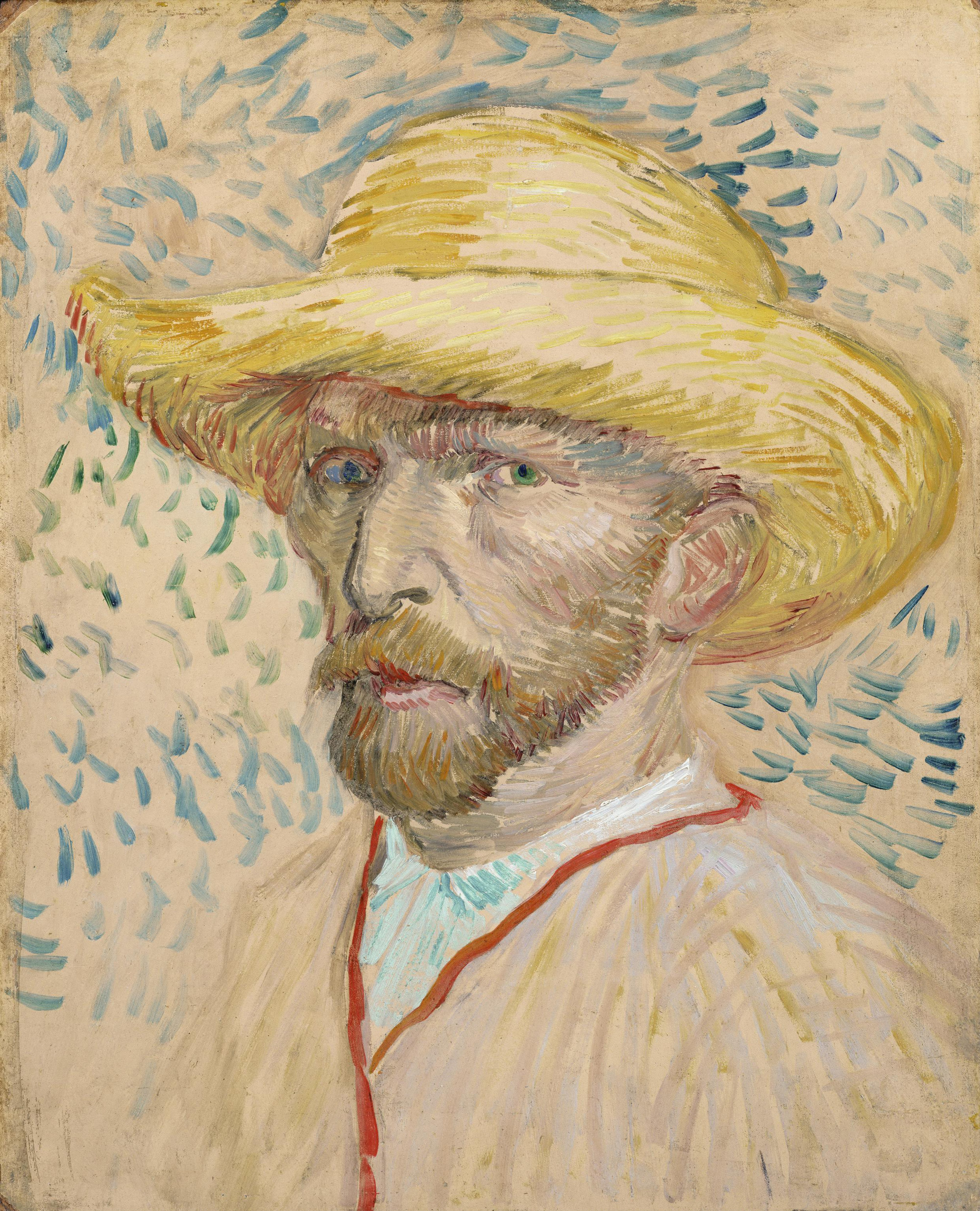
Self-Portrait with Straw Hat, Summer 1887 Van Gogh Museum, Amsterdam (F469)
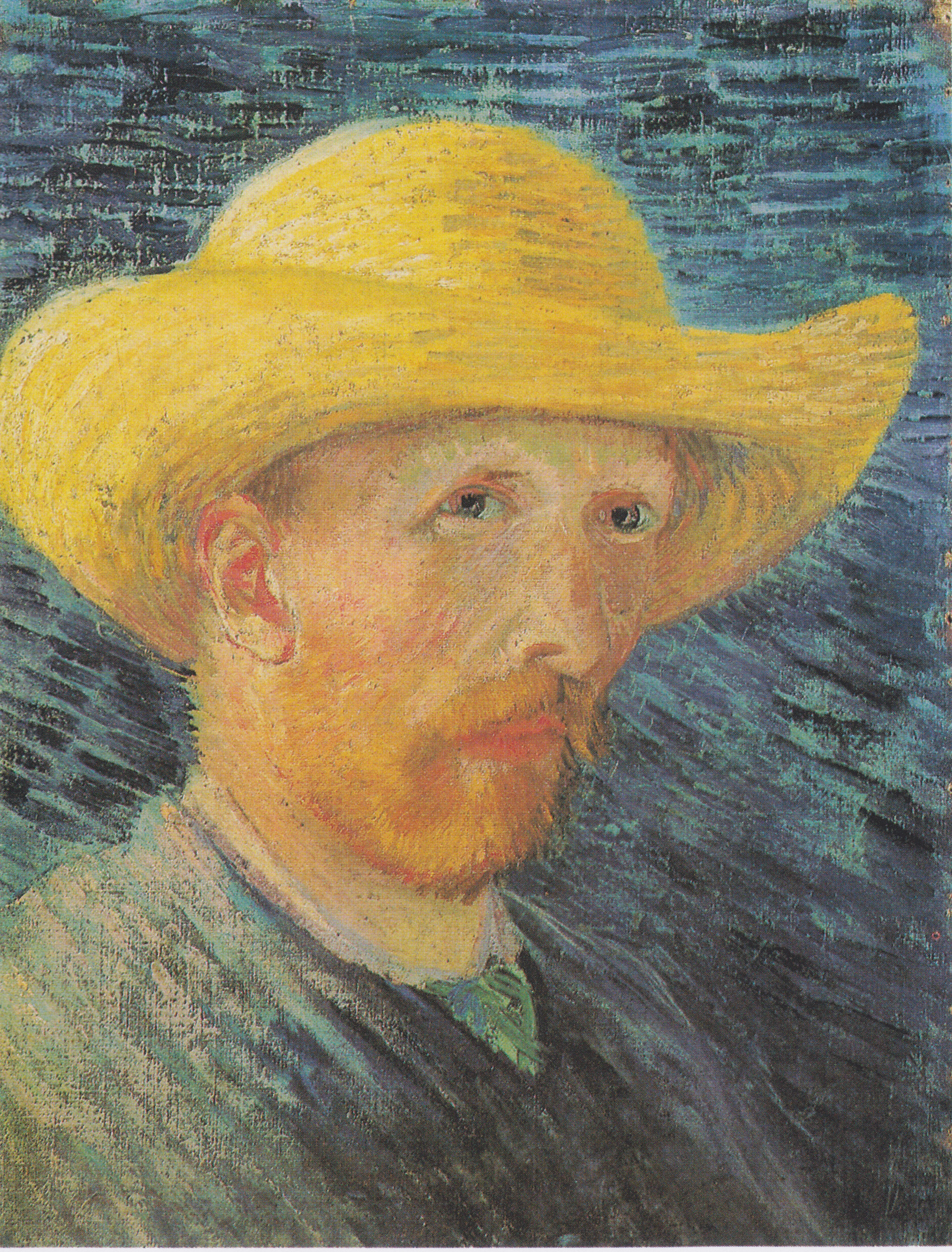
Self-Portrait with Straw Hat (reverse image), 1887 Van Gogh Museum, Amsterdam (F61v)
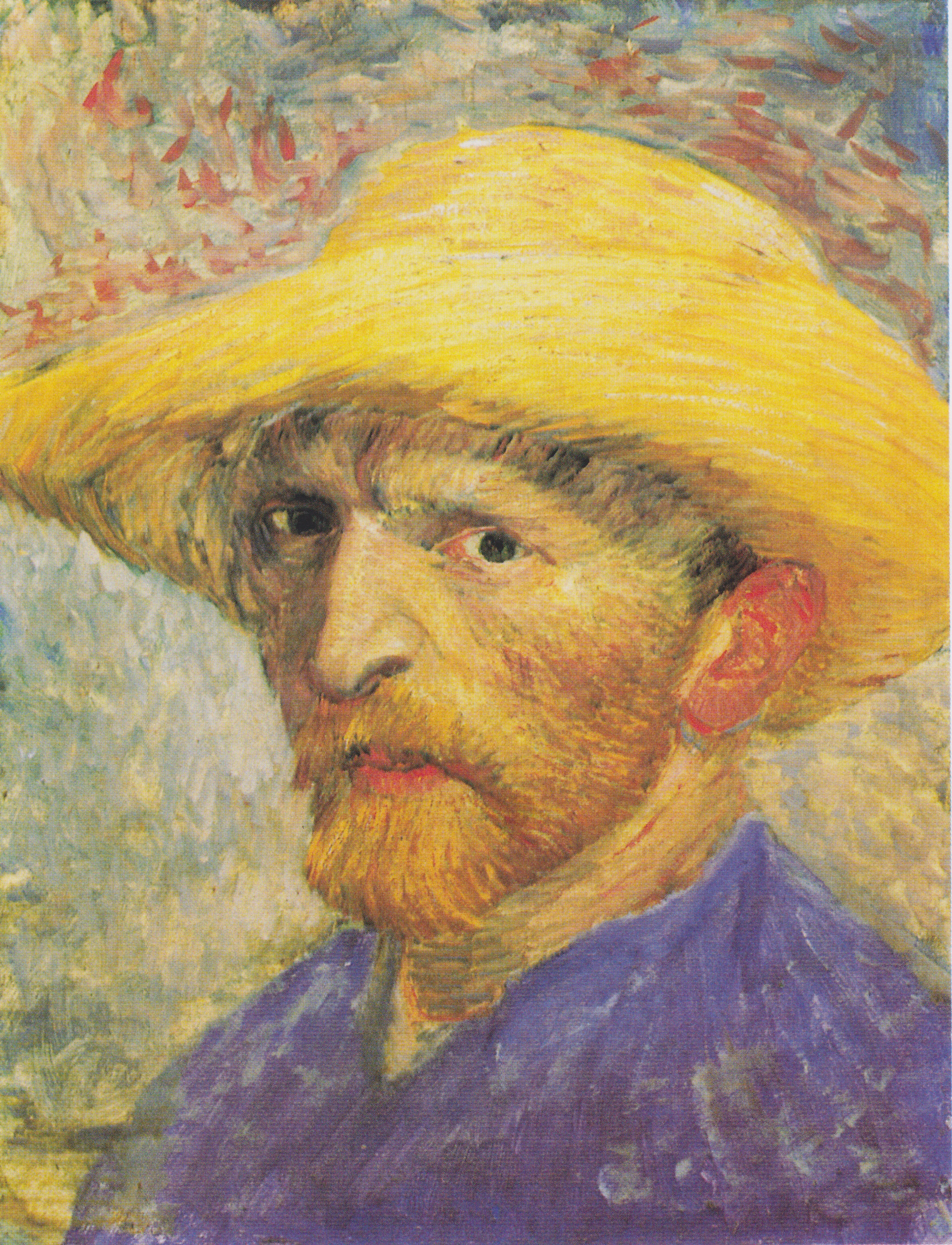
Self-Portrait with Straw Hat, Summer 1887 Oil on pasteboard, 34.9 × 26.7 cm Detroit Institute of Arts (F526)
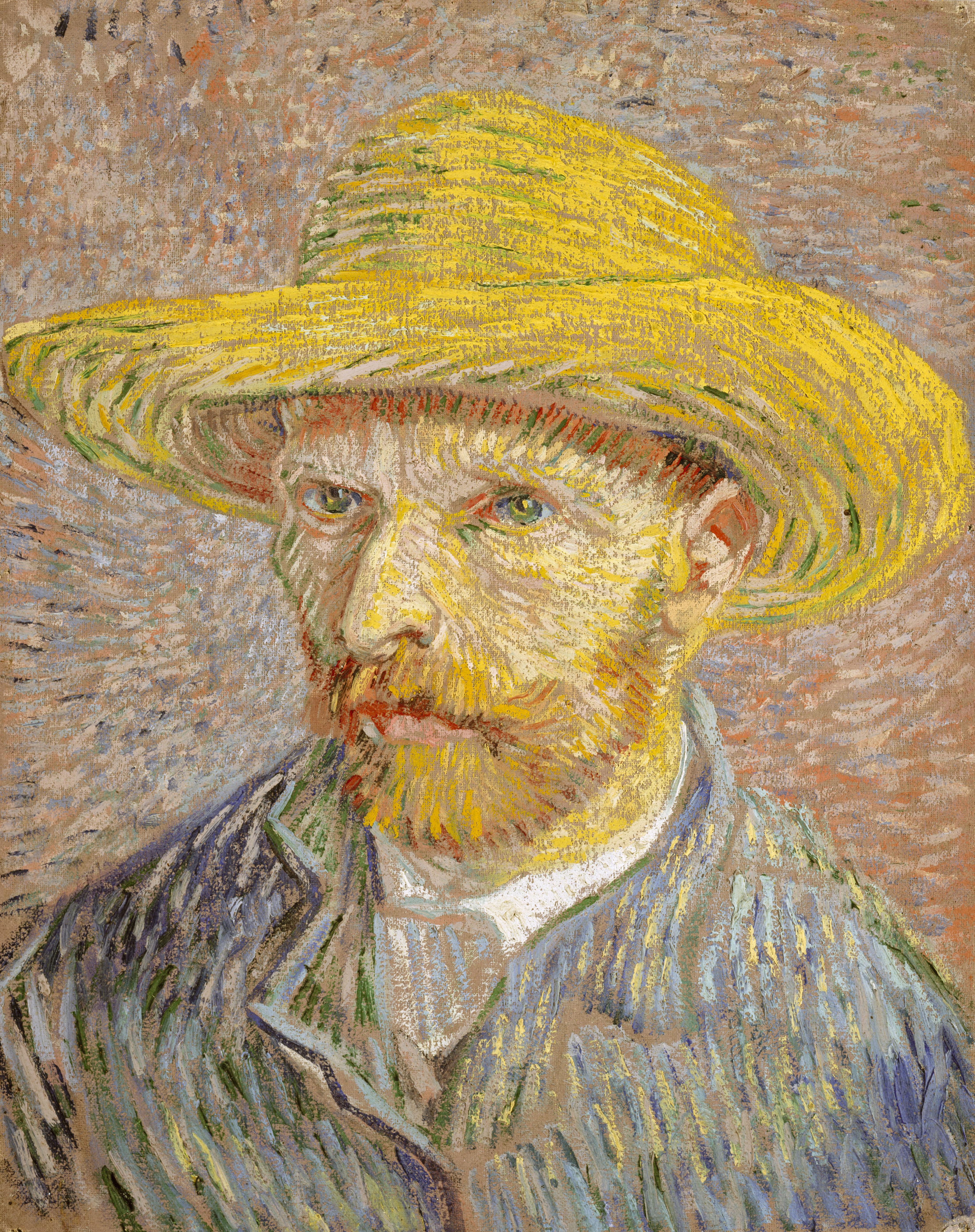
Self-Portrait with Straw Hat, 1887 Metropolitan Museum of Art (F365v)
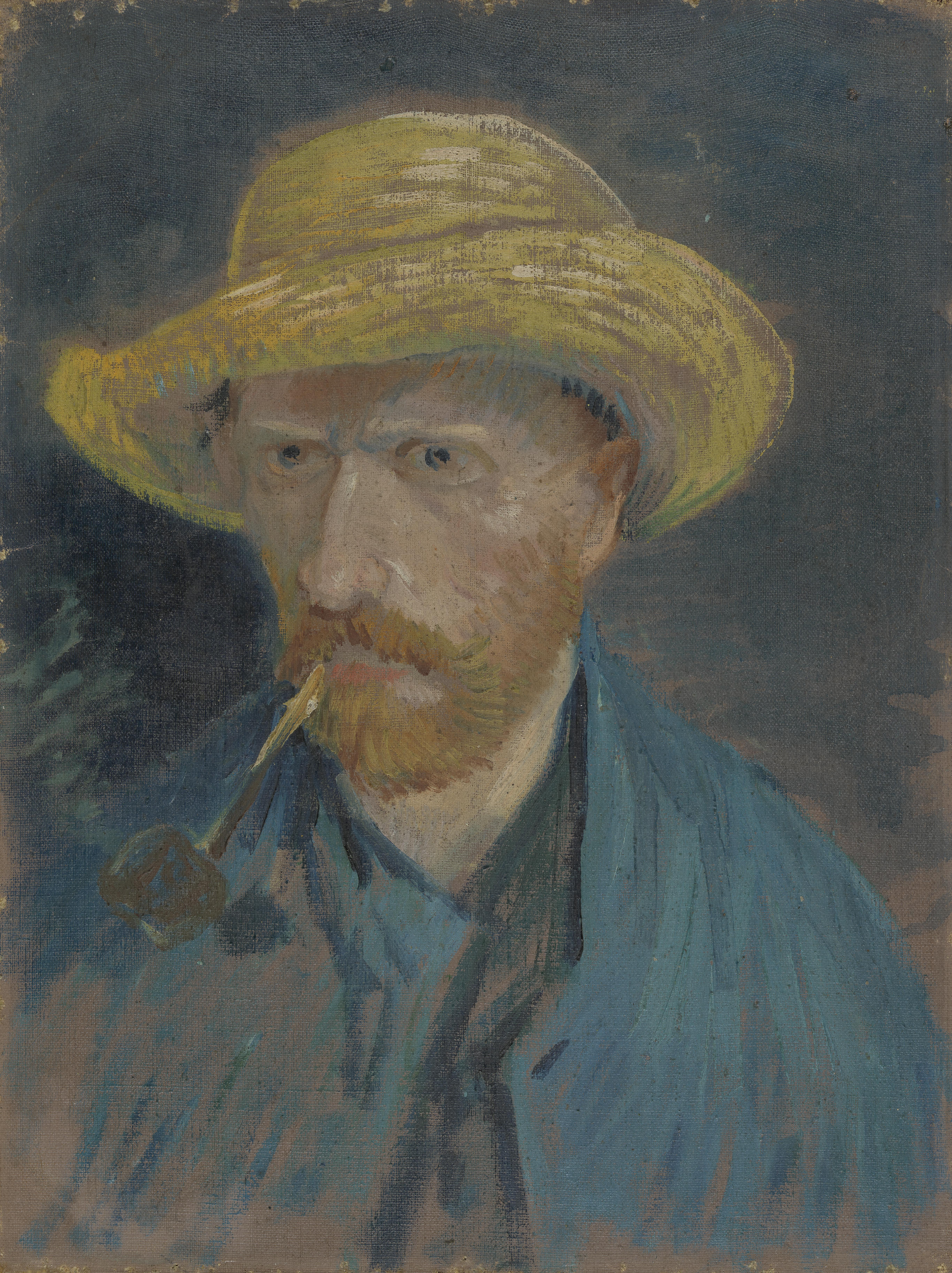
Self-Portrait with Straw Hat and a Pipe (reverse image), 1887 Van Gogh Museum, Amsterdam (F179v)
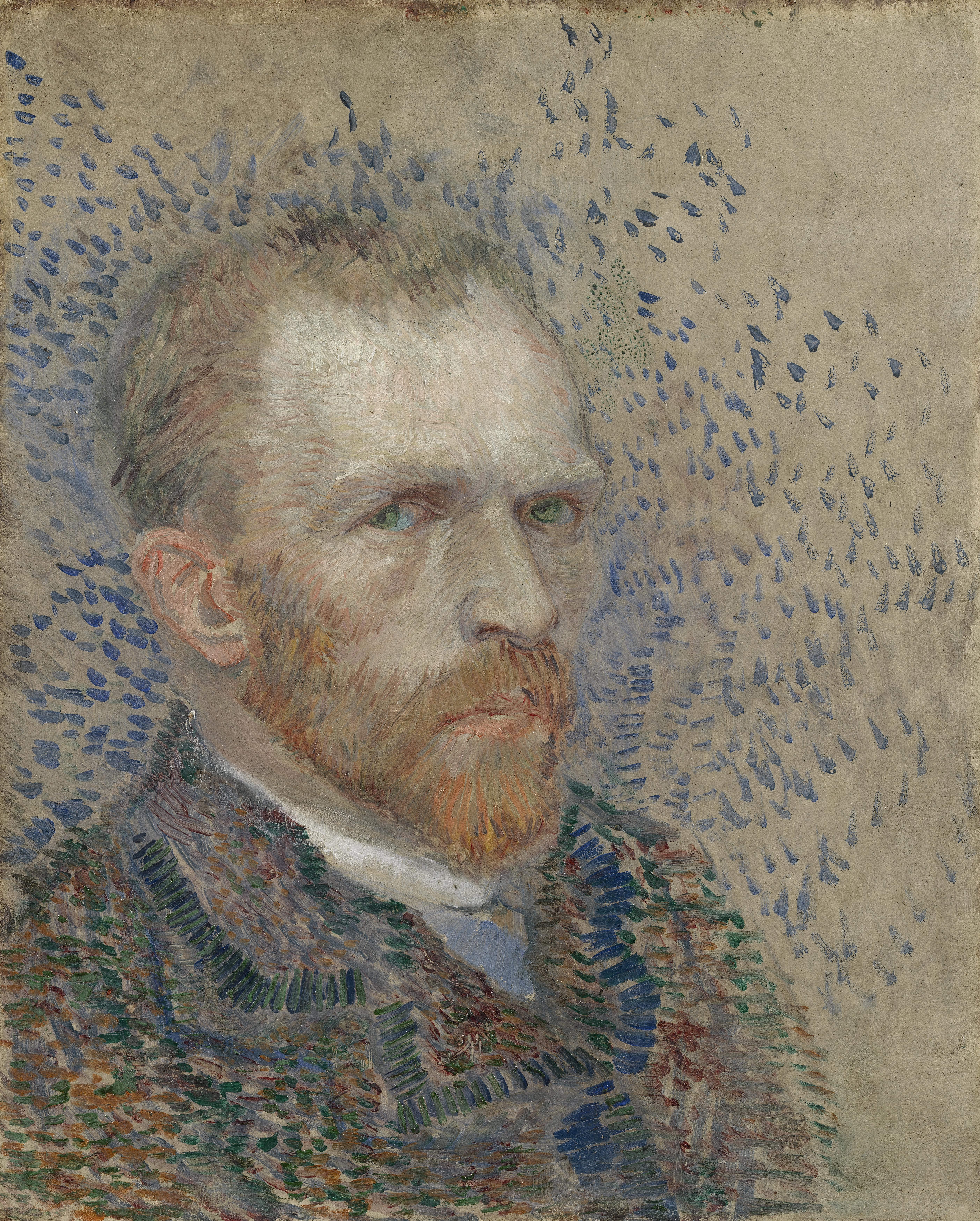
Self-Portrait, Summer 1887 Van Gogh Museum, Amsterdam (F 356)
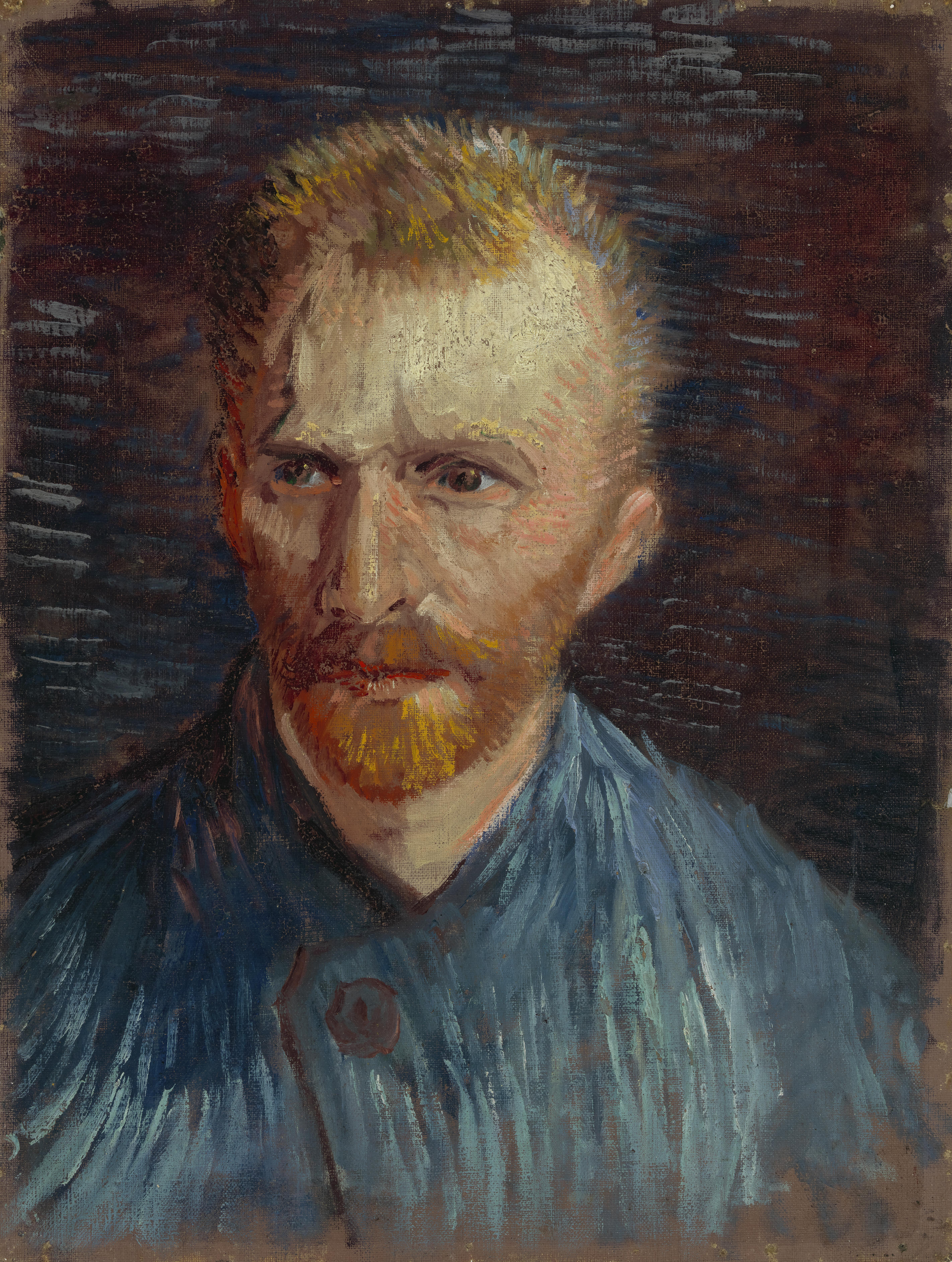
Self-Portrait, Summer 1887, Paris Van Gogh Museum, Amsterdam (F77v)
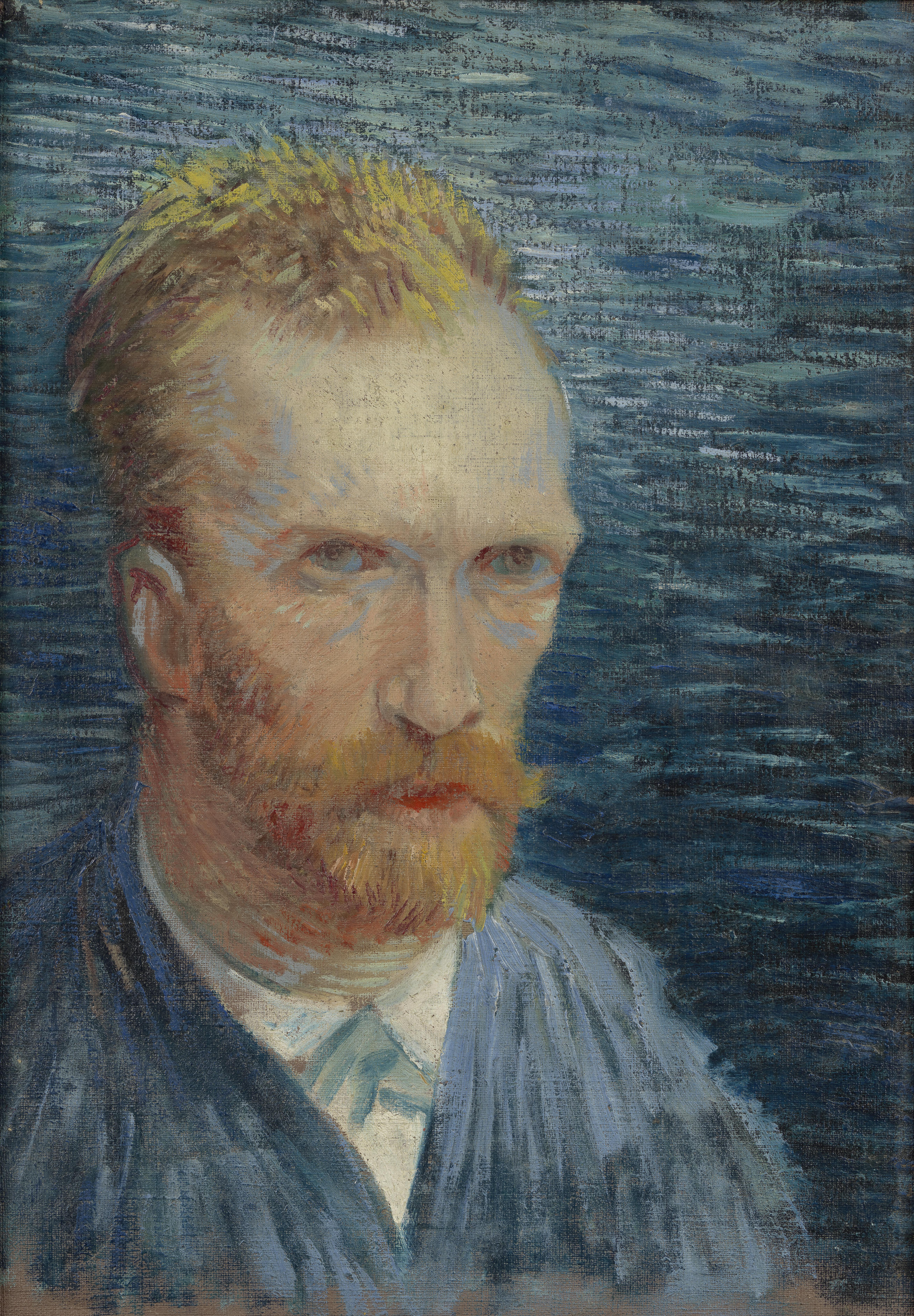
Self-Portrait, Summer 1887, Paris Van Gogh Museum, Amsterdam (F109v)
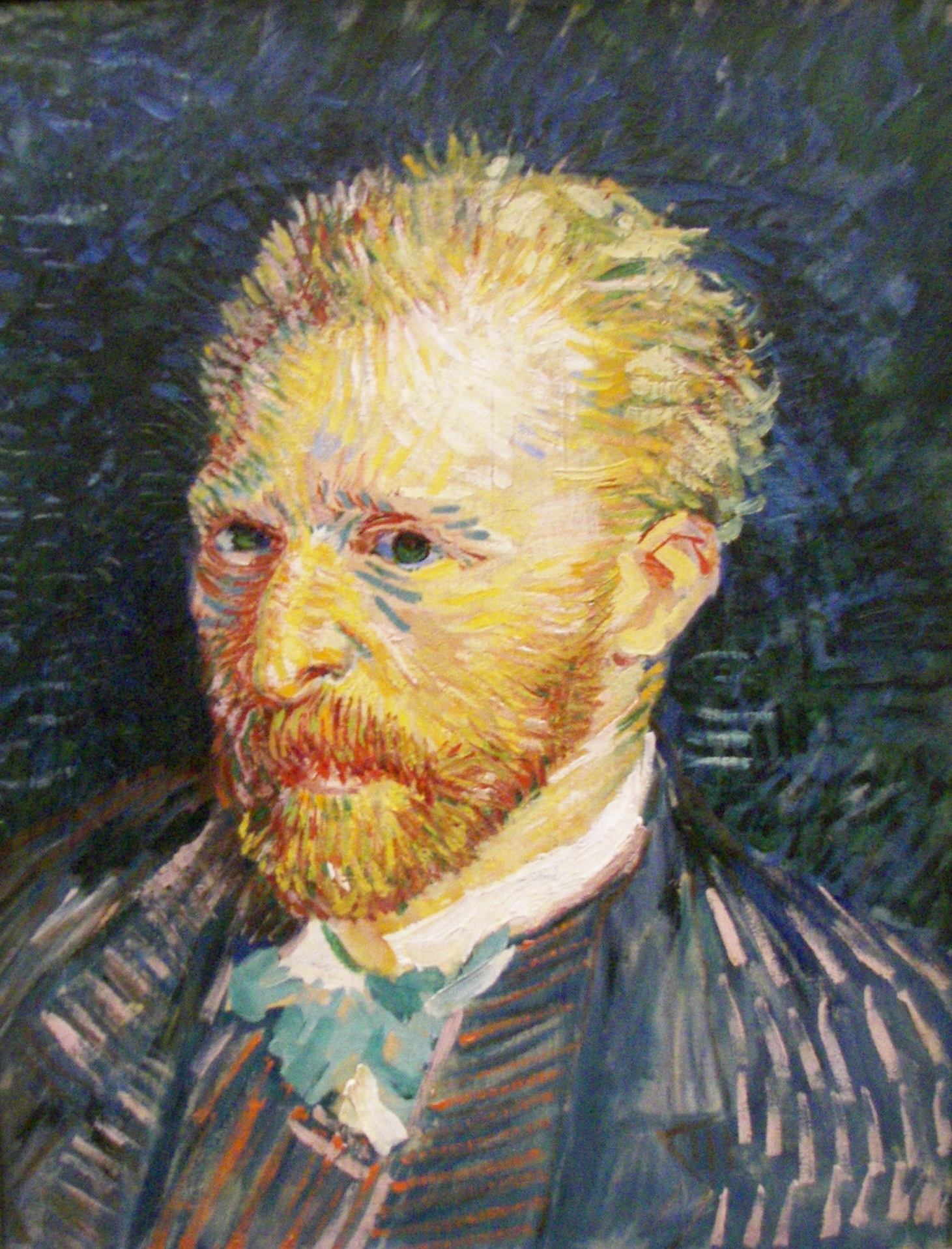
Self-Portrait, Autumn 1887 Oil on canvas, 47 × 35 cm Musée d'Orsay, Paris (F320)
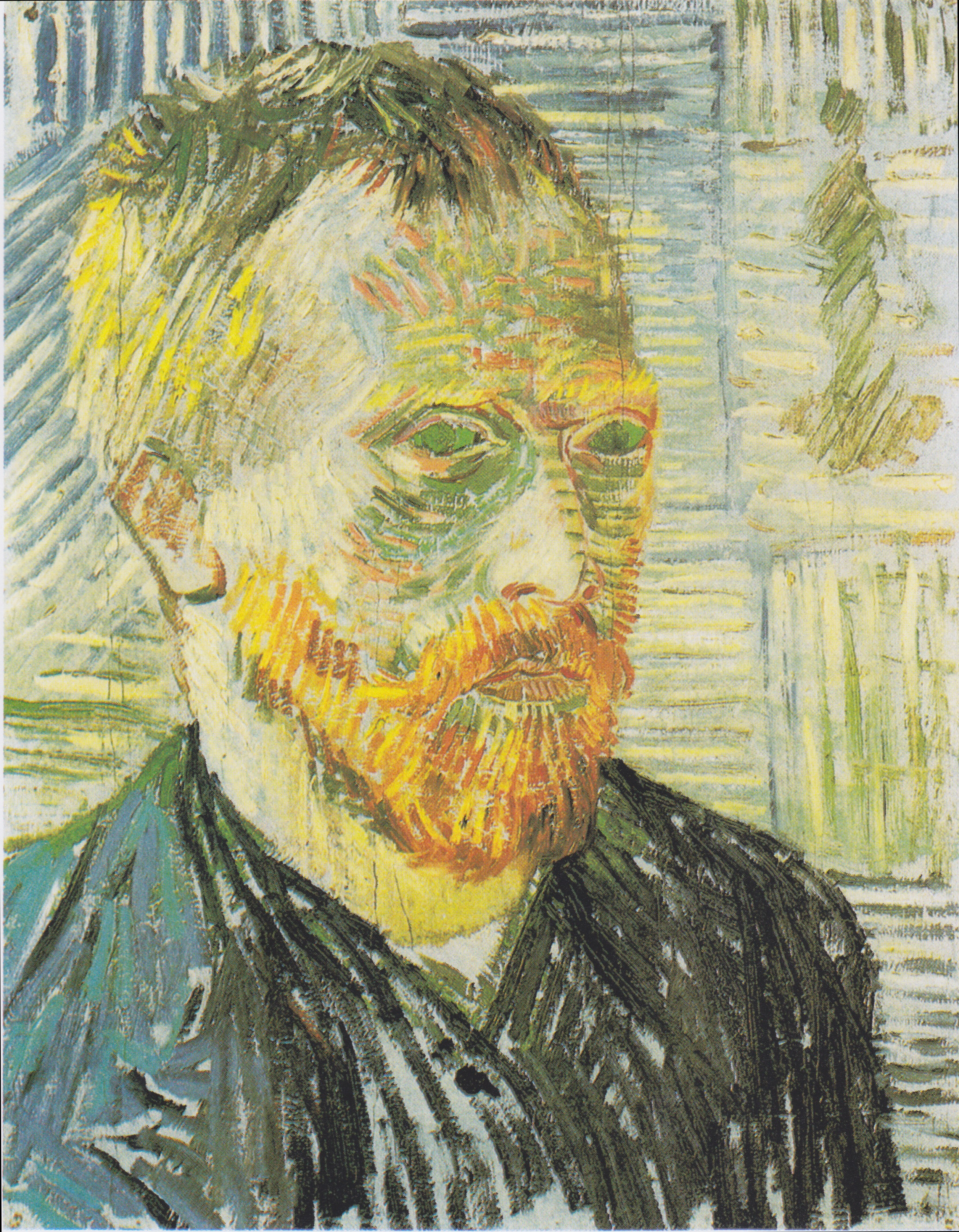
Self-Portrait with Japanese print December, 1887 Kunstmuseum, Basel (on loan from Emily Dreyfus Foundation) (F319)
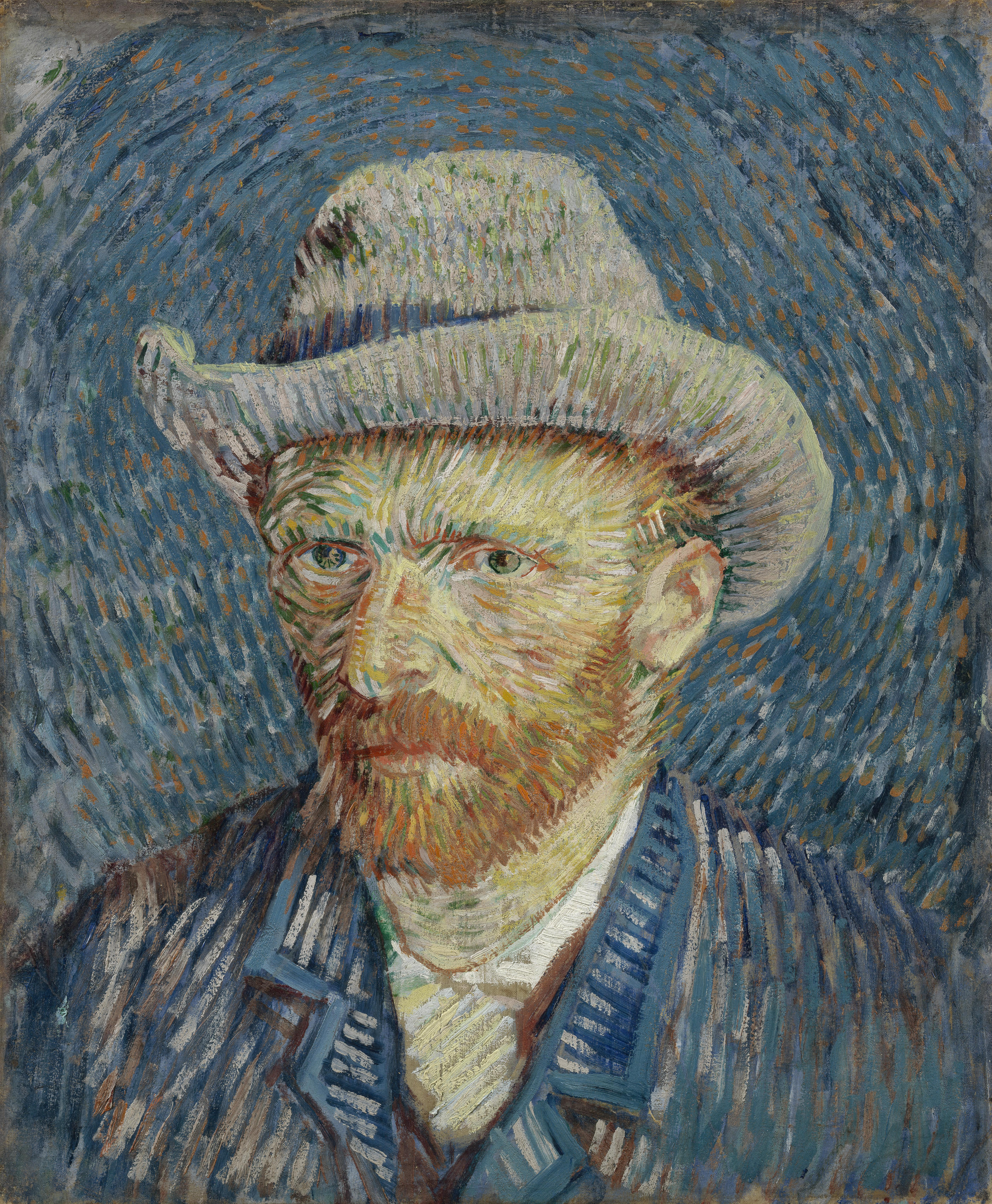
Self-Portrait with Grey Felt Hat, Winter 1887/88 Oil on canvas, 44 × 37.5 cm Van Gogh Museum, Amsterdam (F344)
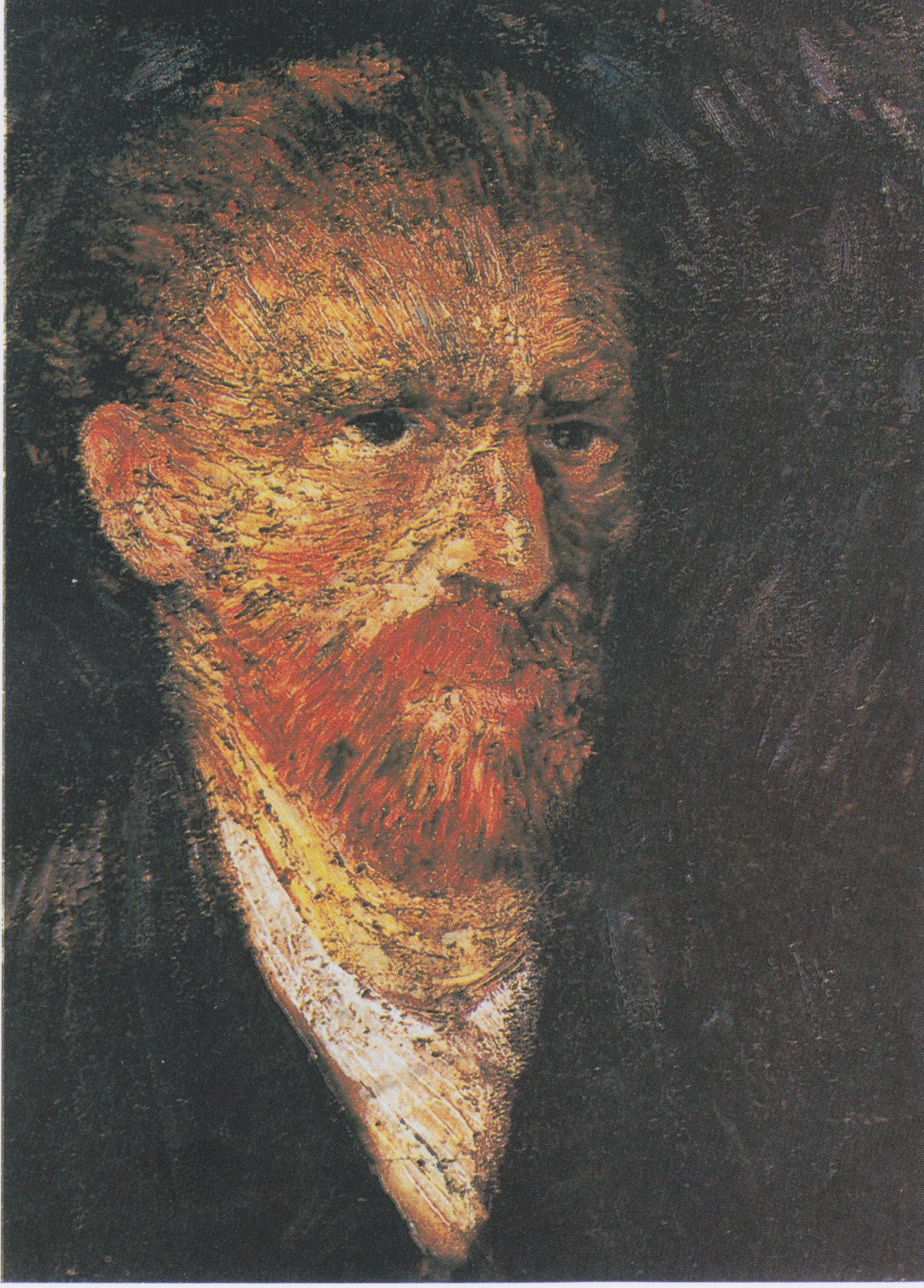
Self-Portrait, 1887–88, (F1672a)
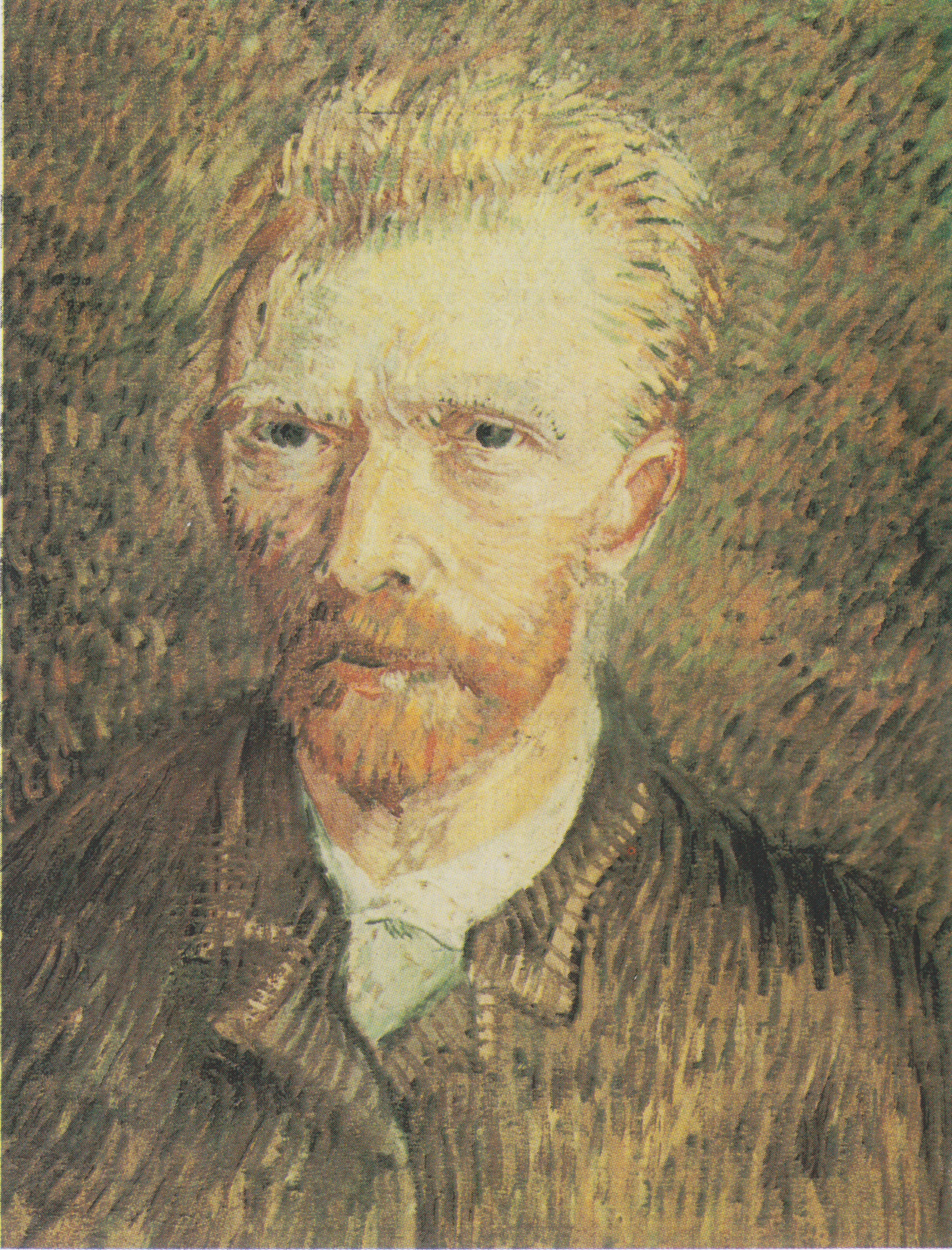
Self-Portrait, 1887-88 Foundation E.G. Bührle Collection, Zürich (F366)
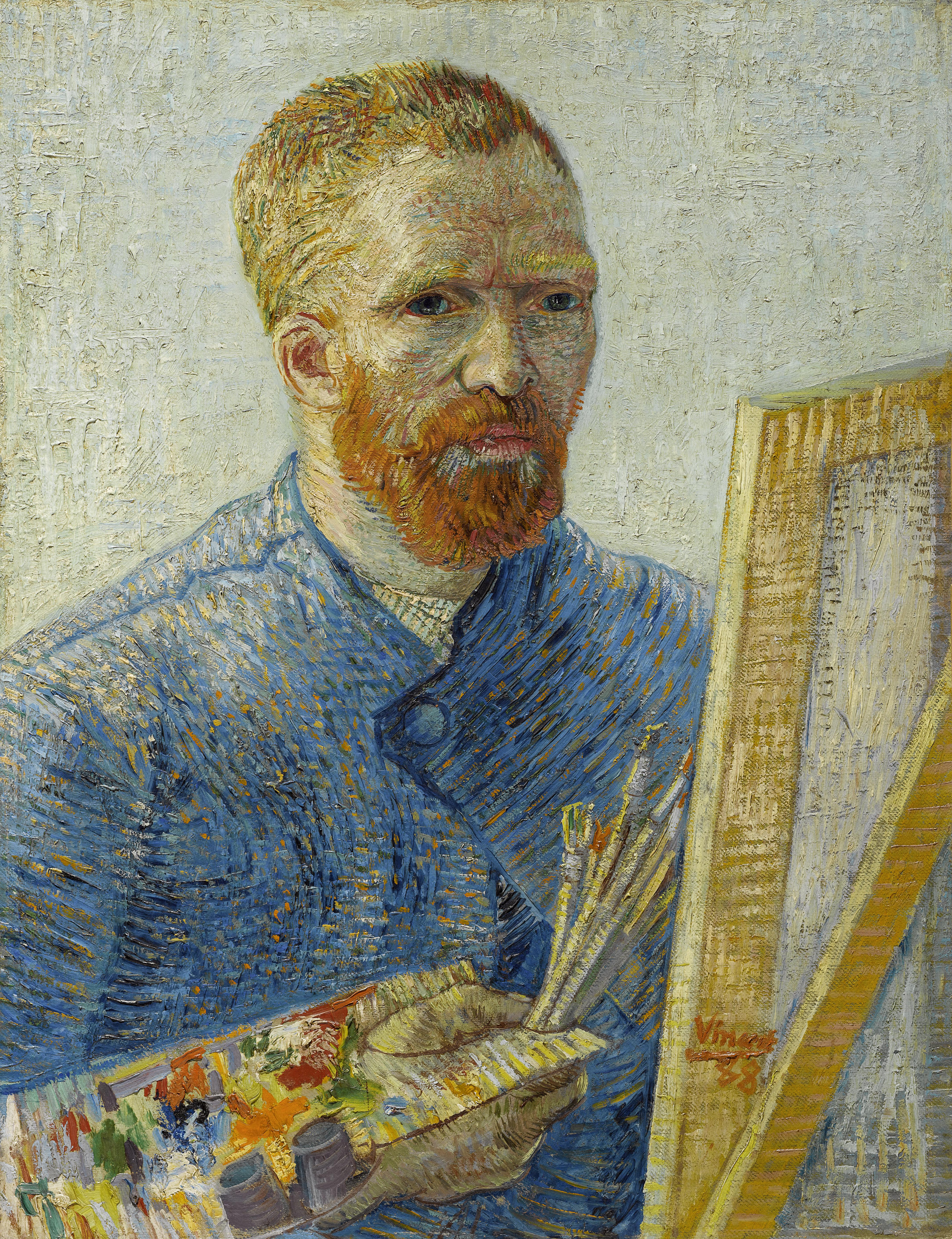
Self-Portrait as a Painter, December 1887 - February 1888, Oil on canvas, 65.1 cm × 50 cm Van Gogh Museum, Amsterdam (F522)

### 아를

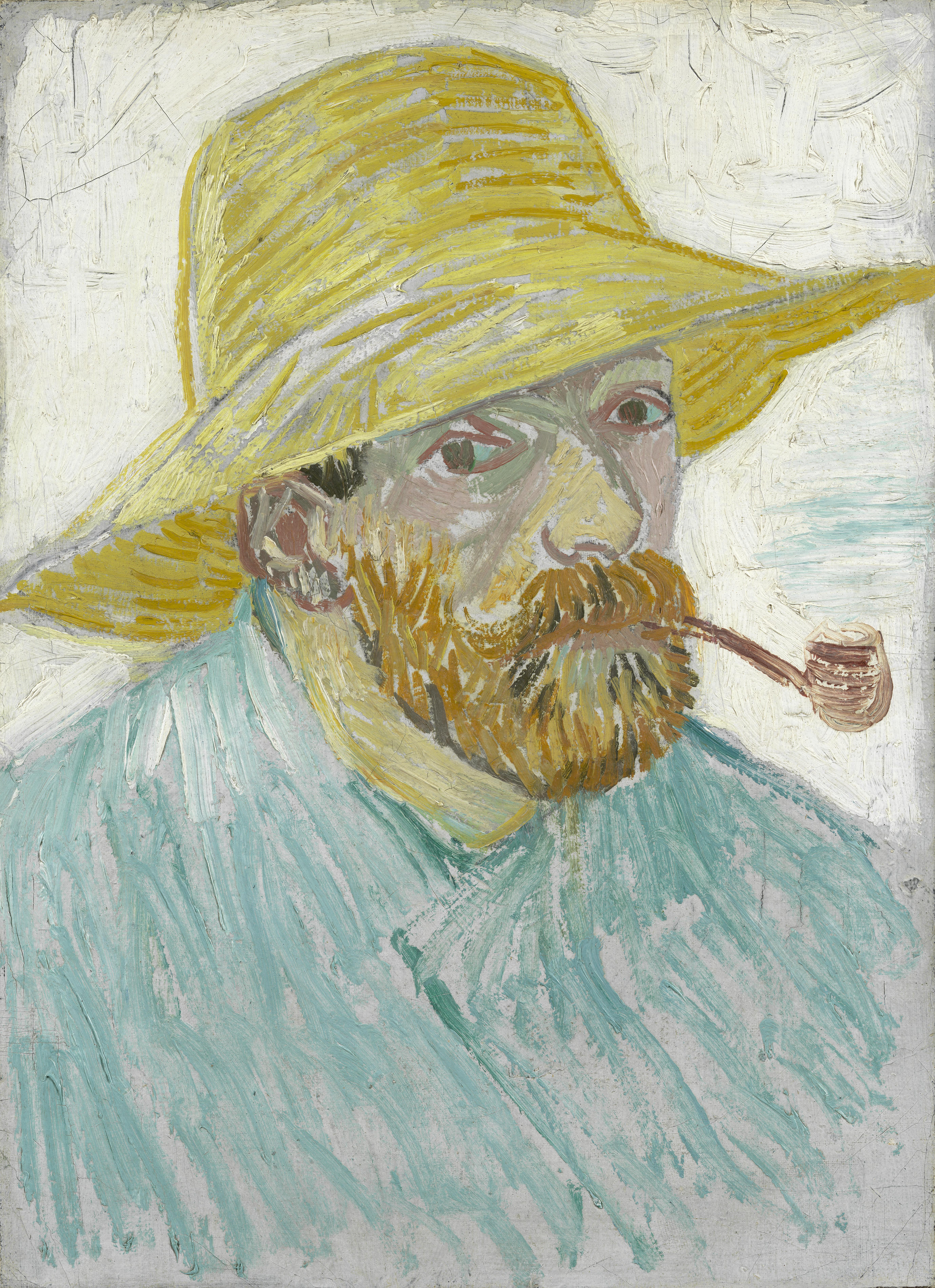
Self-Portrait with Pipe and Straw Hat, Summer 1888 Oil on pasteboard, 42 × 31 cm Van Gogh Museum, Amsterdam (F524)
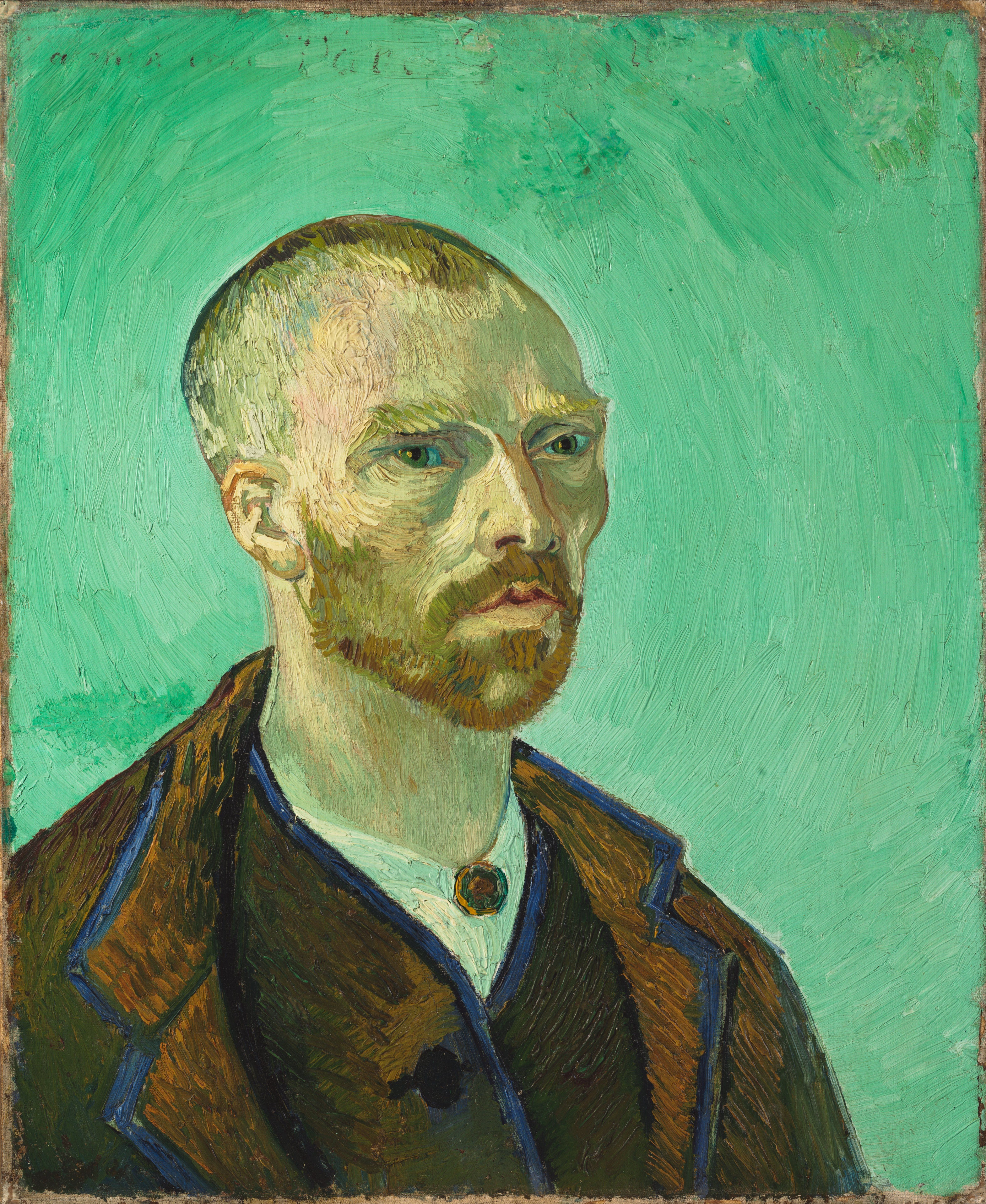
Self-portrait dedicated to Paul Gauguin, September 1888 Oil on canvas, 62 × 52 cm Fogg Art Museum, Cambridge, MA (F476 - see Provenances below)
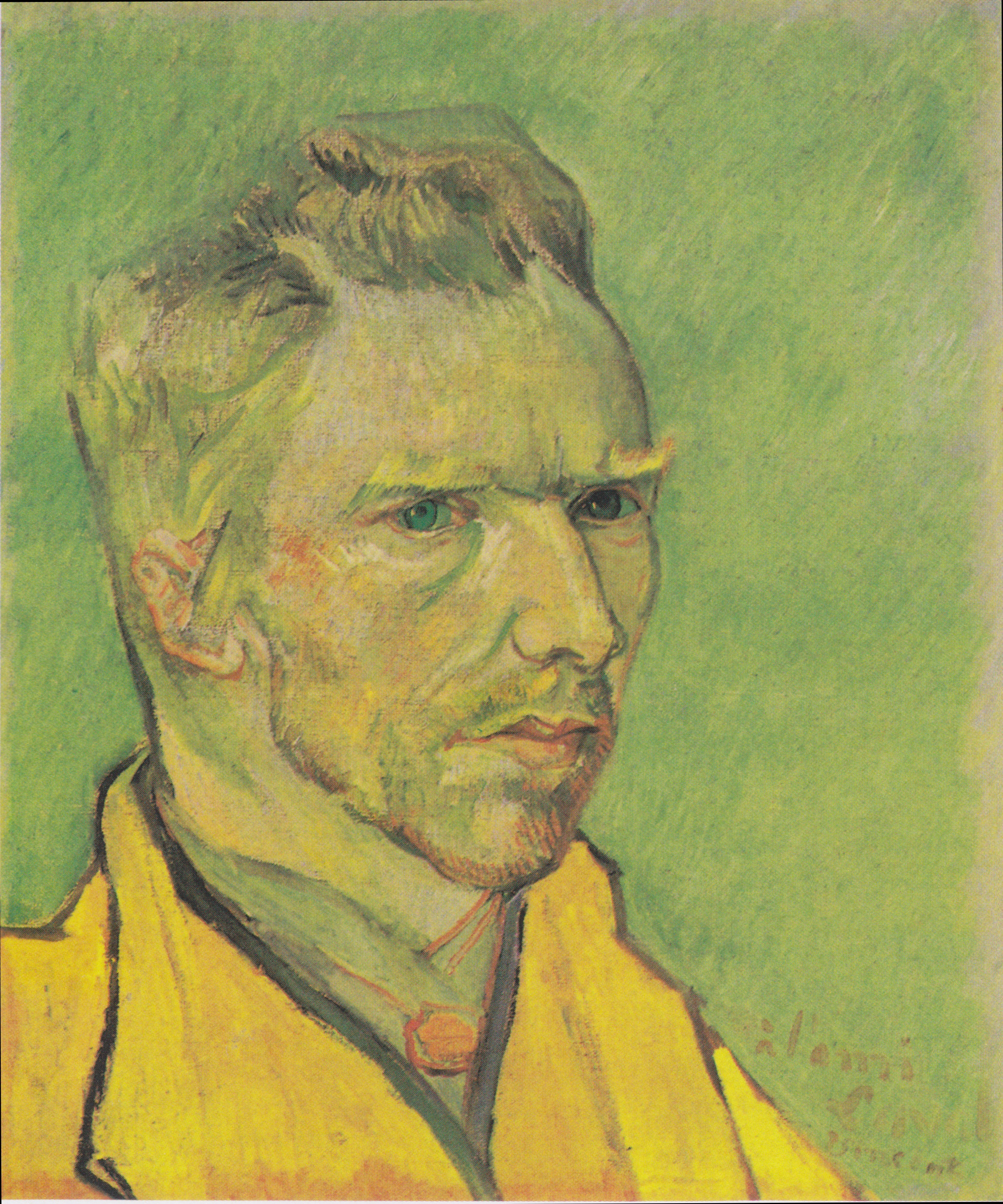
Self-portrait dedicated to Charles Laval, Arles, November/December 1888 Private collection (F501)
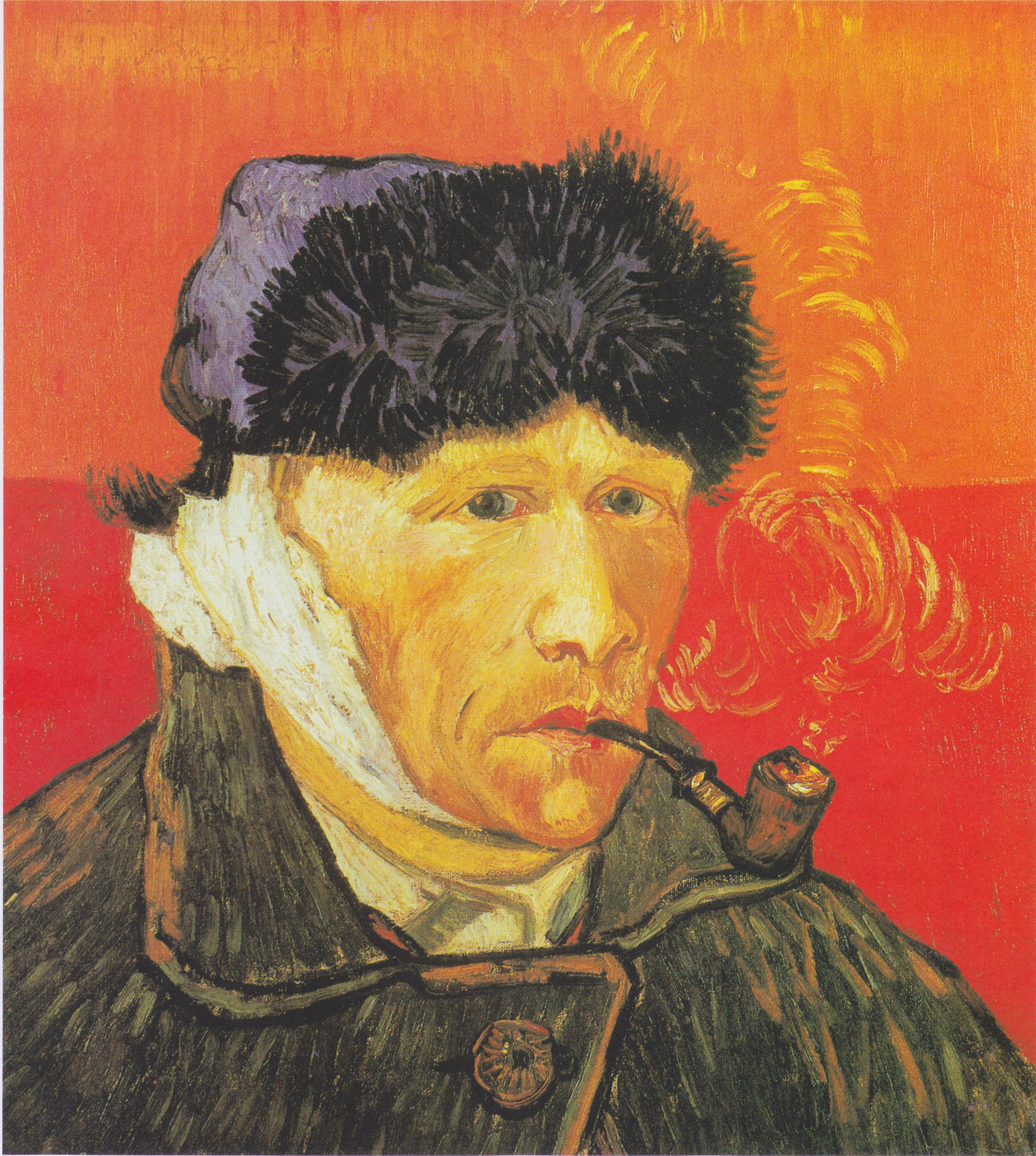
Self-portrait with Bandaged Ear, January 1889 Oil on canvas, 51 × 45 cm Private Collection (F529)
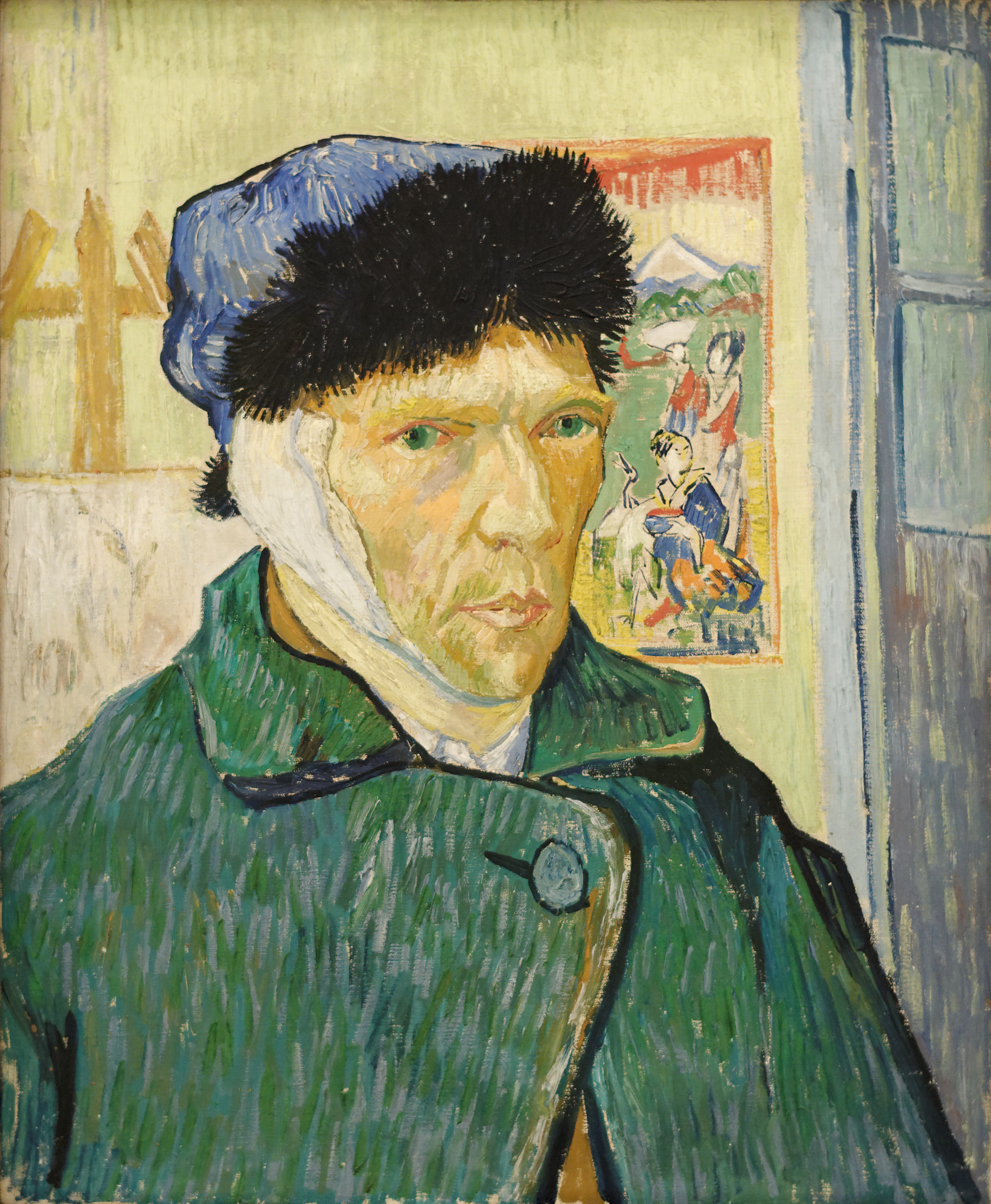
Self-portrait with Bandaged Ear, Easel and Japanese Print, January 1889 Oil on canvas, 60 × 49 cm Courtauld Institute Galleries, London (F527)
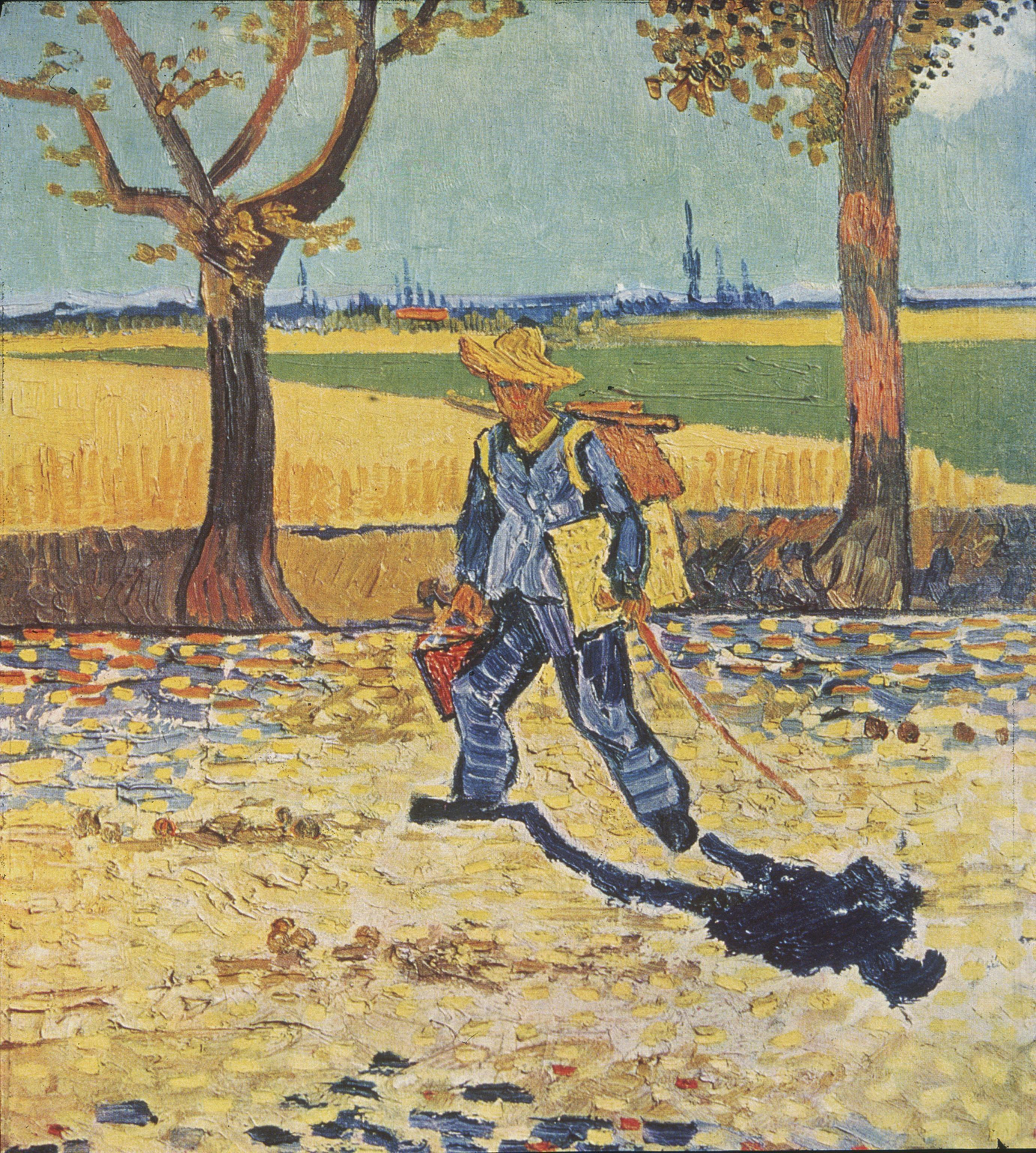
Painter on his way to work: Vincent van Gogh on the road to Montmajour, August 1888 (F 448), Oil on canvas, 48 × 44 cm, believed to have been destroyed by fire in World War II

### 생레미
생레미에서의 고흐의 자화상은 왼쪽에서 예술가의 머리, 즉 절단되지 않은 귀가 있는 쪽을 보여준다.

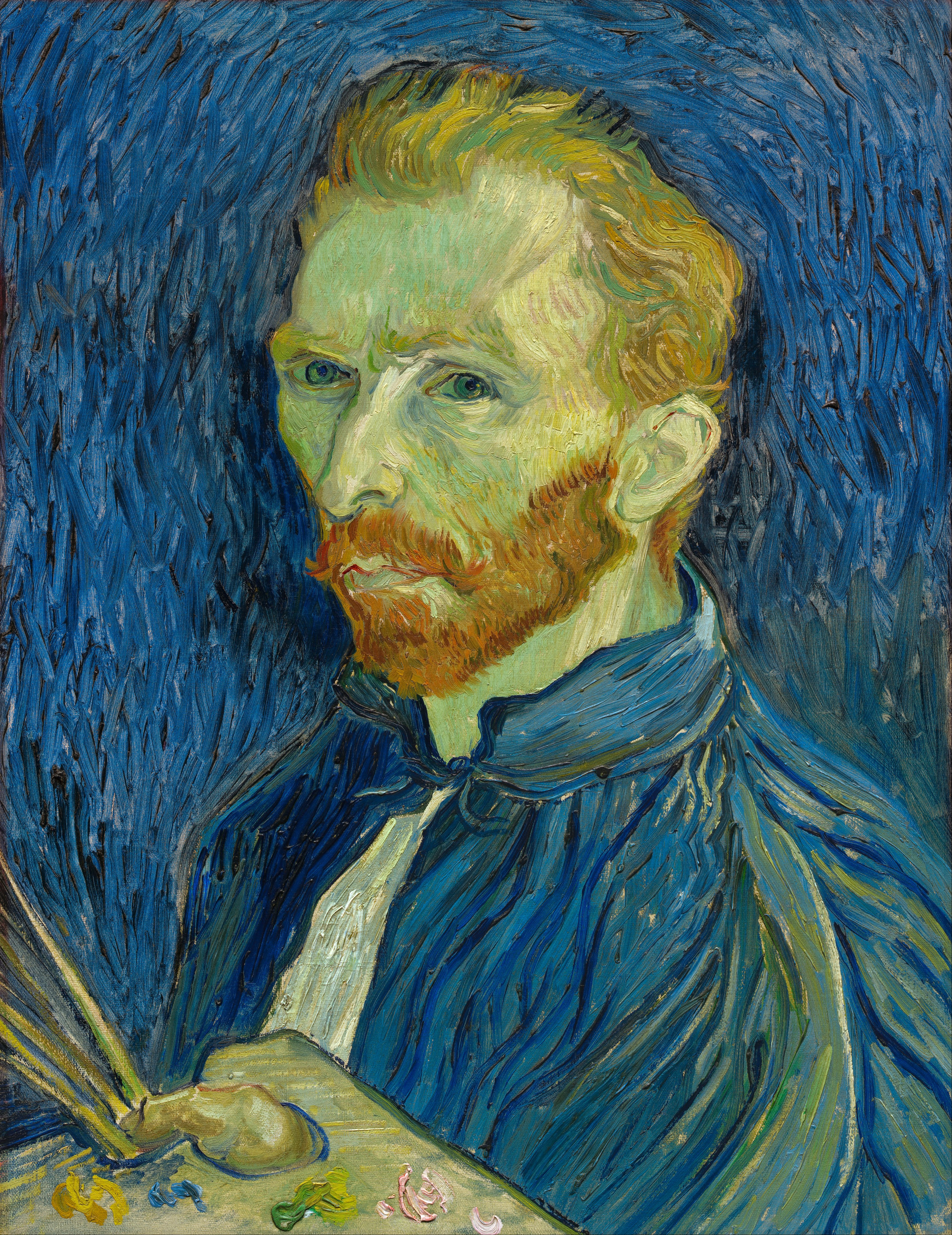
Self-Portrait, August 1889 Oil on canvas, 57 × 43,5 cm National Gallery of Art, Washington D.C. (F626, JH1770)
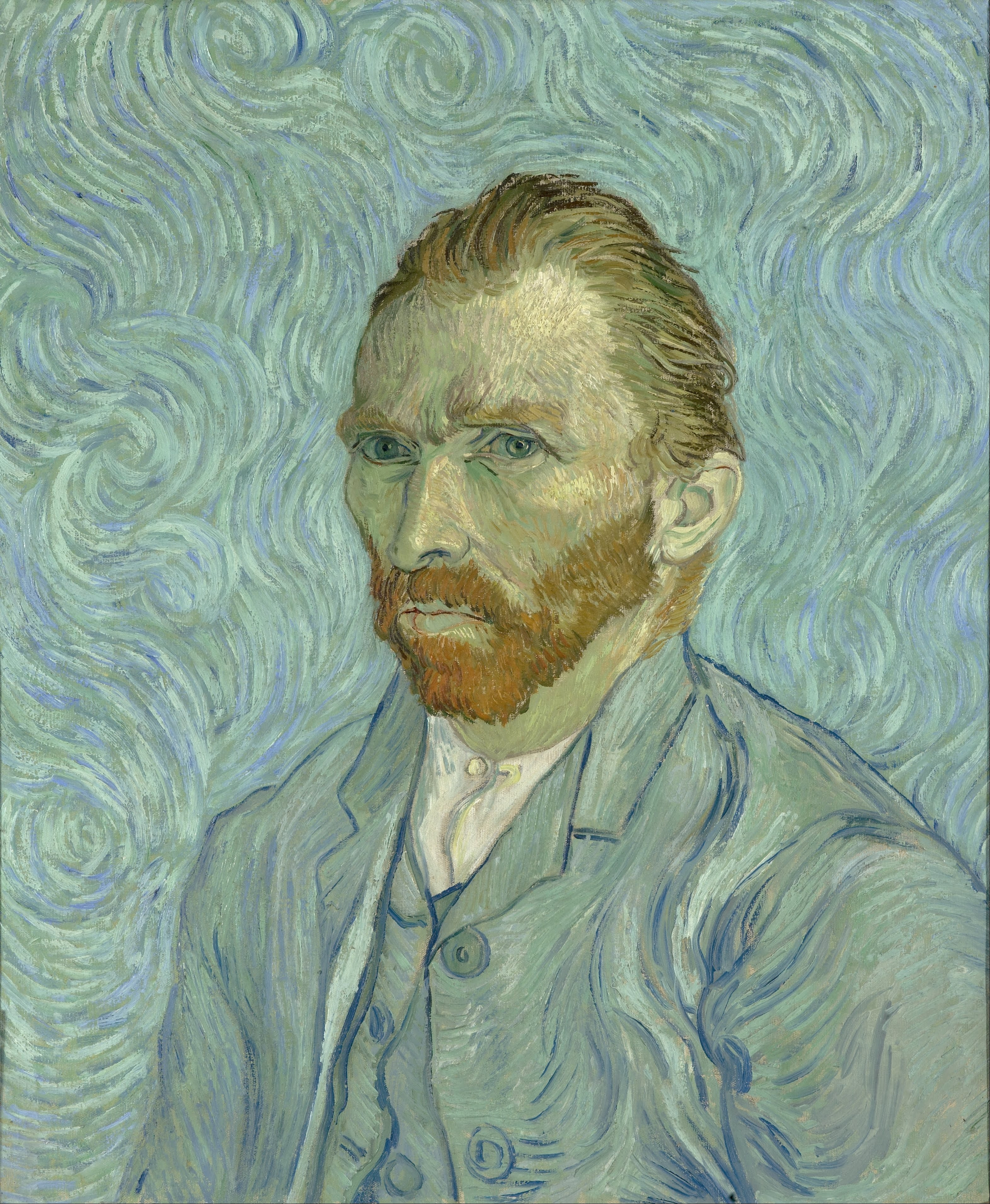
Self-Portrait, September 1889 Oil on canvas, 65 × 54 cm Musée d'Orsay, Paris. This may have been Van Gogh's last self-portrait.[6] (F627 - see Remarks below)
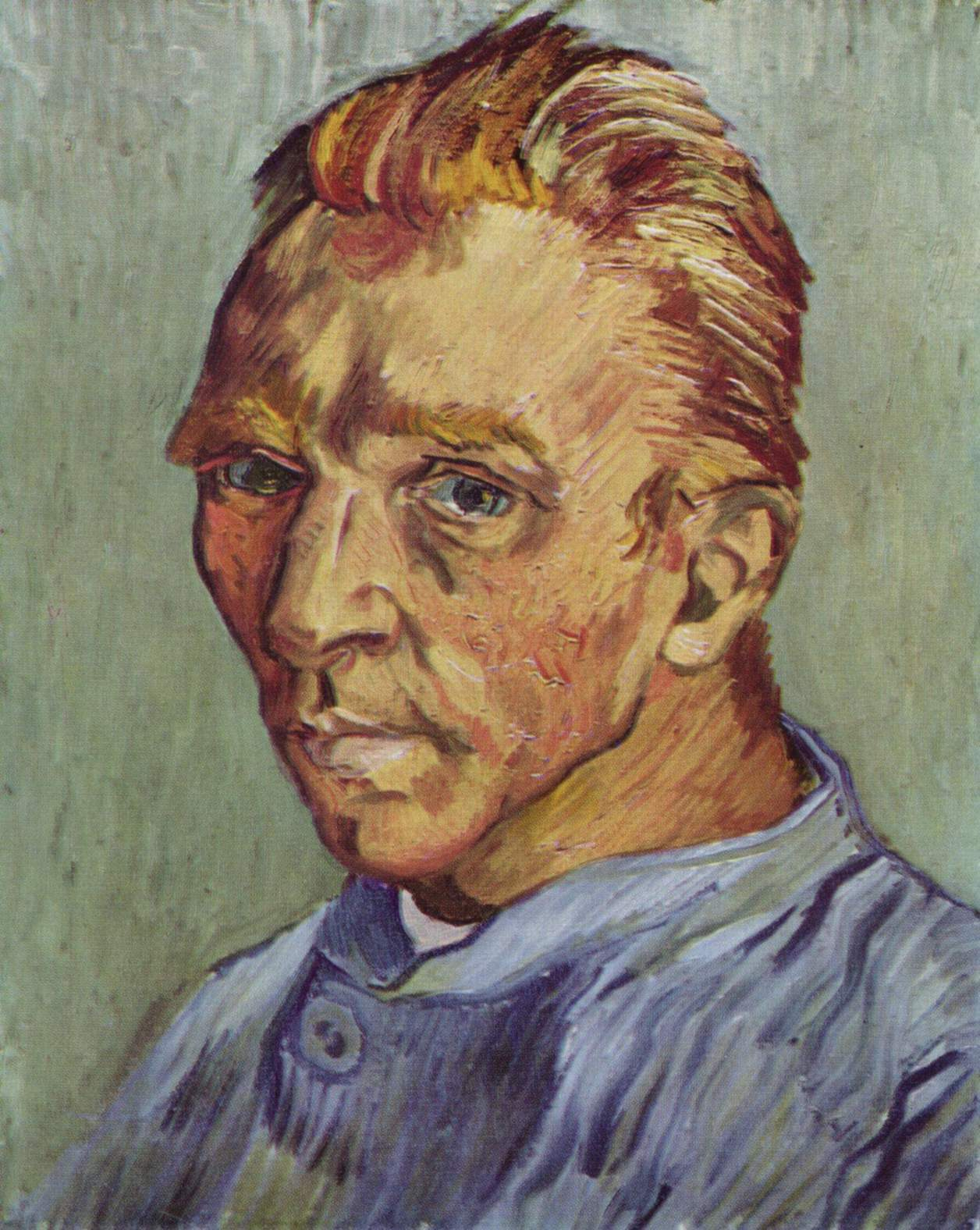
Self-portrait without beard, end September 1889 Oil on canvas, 40 × 31 cm Private collection. Another contender for being Van Gogh's last self-portrait (F525 - see Remarks below).

- F208a: 어두운 펠트 모자를 쓴 자화상(Self-Portrait with Dark Felt Hat) 은 반 고흐의 자화상 중 가장 초기에 속한다. 그것은 가족 컬렉션에서 늦게 발견되었으며 1945년 이전에는 전시되지 않았다. 집행 날짜와 장소에 대해서는 의견이 분분하다. 드 라 파유는 1886년 이전에 앤트워프에서 그린 것으로 생각했고, 헐스커는 1886년 봄에 파리에서 그린 것으로 생각했다. Hendriks와 Tilborgh는 반 고흐가 신인상주의를 받아들이기 시작한 그 겨울의 작품과 유사성을 기반으로 하여 1886년 가을을 선택하였다. X선 분석 결과 아래 누드 그림 연구 결과가 나와 있다. 앤트워프에서 학생들이 누드 모델로 작업하지 않았기 때문에 반 고흐가 페르낭 코르몽 의 아틀리에에 등록했던 파리에서 실행된 그림을 배치한다. 반 고흐의 작품에는 이 초상화를 보완하는 다른 작품이 없으며, 이로 인해 Dorn과 같은 일부 작가는 이 초상화의 진위성에 의문을 제기했다.[7] 그러나 Hendriks와 Tilborgh는 이 그림이 반 고흐의 파리에서의 첫해의 시작과 끝에서 실행된 다른 그림들과 일치한다는 점에 만족한다.[8] 반 고흐의 주요 전기 작가인 마크 에도 트랄보(Marc Edo Tralbaut)는 특히 초상화를 높이 평가했으며, 그의 전기의 먼지 재킷을 위해 그것을 선택하고 반 고흐가 초상화를 위해 "나체를 드러냈다"고 말했다.[9] Tralbaut는 van Gogh가 이 시기에 많은 자화상을 그렸는데, 아마도 그에게 모델을 앉히는 데 어려움을 겪었기 때문일 수 있다고 말한다. 그는 건강이 좋지 않았고 이빨이 빠져서 이를 가리기 위해 콧수염을 기르게 되었다. 이때 그는 중산층 배경을 강조하기 위해 도시복을 입고 예술가로서 자신의 전통적인 직업을 확립하기 위해 노력했다.
- F627: 이 그림은 반 고흐가 동생에게 준 마지막 자화상일 것이다.[10]
- F525: 이 그림은 반 고흐가 어머니에게 생일 선물로 준 마지막 자화상일 것이다.[1][11] 반 고흐 는 면도를 한 직후 수염이 없는 자화상을 그렸다(Hulsker는 "붕대를 감은 귀" 초상화 F527 및 F529에서 볼 수 있듯이 면도를 할 때 귀를 절단한 후 병원에 입원한 후 아를에서 그렸다고 생각했다. ). 이 그림은 오르세 미술관의 아를에 있는 침실의 세 번째(작은) 버전에서 볼 수 있다. 자화상은 71.5달러에 팔린 역사상 가장 비싼 그림 중 하나이다. 1998년 뉴욕에서 백만. 당시 이 그림은 세 번째(또는 인플레이션 조정된 네 번째)로 가장 비싼 그림이었다.